# SpaceX Dragon
SpaceX Dragon, ou juste Dragon, est un vaisseau cargo spatial développé par la société SpaceX pour le compte de la NASA qui assure conjointement avec les vaisseaux Cygnus, ATV, HTV et Progress  le ravitaillement de la Station spatiale internationale à la suite du retrait de la navette spatiale américaine. 
Il peut placer en orbite jusqu'à 6 tonnes de fret qui peuvent être réparties entre la partie pressurisée et un compartiment non pressurisé. Il est conçu pour revenir sur Terre en ramenant dans la version cargo jusqu'à 3 tonnes de fret. L'amarrage à la station se fait par une écoutille de grande taille au format Common Berthing Mechanism et est réalisé par l'opérateur situé dans la station qui utilise le bras Canadarm 2. Depuis la fin du programme de la navette spatiale américaine, dont le dernier vol a eu lieu le 1er juin 2011, le vaisseau cargo Dragon est le seul engin pouvant rapporter une quantité significative de fret au sol. Le cargo spatial sert de base pour le vaisseau Dragon V2 qui sera chargé de la relève des équipages de la station spatiale après 2020.

## Contexte
L'accident de la navette spatiale Columbia en 2003, qui entraîne la mort de son équipage, remet en cause l'utilisation de la navette spatiale américaine. En 2004, l'agence spatiale américaine, la NASA, décide d'arrêter les vols de celle-ci en 2010. Elle se voit donc obligée de développer des moyens de transport pour reprendre les missions assumées jusque-là par la navette : le ravitaillement de la station spatiale en consommables (nourriture, eau, oxygène, carburant), le transport de pièces détachées pour les structures internes ou externes de la station, l'envoi d'expériences scientifiques à installer à l'intérieur et à l'extérieur de la station, le retour de pièces détachées et de résultats d'expériences sur Terre ainsi que la relève des équipages. L'objectif est de ne pas être dépendant des autres puissances spatiales qui desservent déjà la station spatiale : vaisseaux Soyouz et Progress russes, HTV japonais et ATV européen. Pour remplacer la navette spatiale, la NASA va lancer deux programmes. COTS a pour objectif de développer les moyens de transporter le fret. Pour la relève des équipages, la NASA compte sur le vaisseau Orion développé dans le cadre du programme Constellation mais compte tenu du retard pris par ce programme, elle décide de lancer le programme CCDev destiné à développer des moyens de transport en attendant que Orion soit au point,.

## Développement
Le programme COTS est annoncé par la NASA le 18 janvier 2006 et un appel d'offres est lancé par l'agence spatiale. Un budget de 500 millions US$ est débloqué pour permettre aux industriels sélectionnés de développer et tester le lanceur et le vaisseau cargo. Trois prestations sont susceptibles d'être fournies : transport de fret en soute pressurisée à la station spatiale, transport de fret en soute non pressurisée et retour de fret sur Terre en soute pressurisée. À l'issue du premier tour de sélection, en juin, la NASA sélectionne trois industriels dont le constructeur de lanceur SpaceX créé en 2002, dont l'unique production à cette date est le développement du lanceur léger Falcon 1 avec un succès mitigé.
La NASA passe contrat avec SpaceX en décembre 2008 pour le lancement de 12 vaisseaux spatiaux ayant une capacité cargo totale de 20 tonnes au minimum pour un montant de 1,6 milliard de $. Les clauses du contrat prévoient qu'il peut être étendu jusqu'à concurrence d'un montant de 3,1 milliards de $. À ces 12 lancements initiaux, la NASA ajoute en mars 2015 3 autres lancements puis en février 2016 encore 5 autres vols (à cette date, le dernier vol reçoit la désignation CRS-20),.

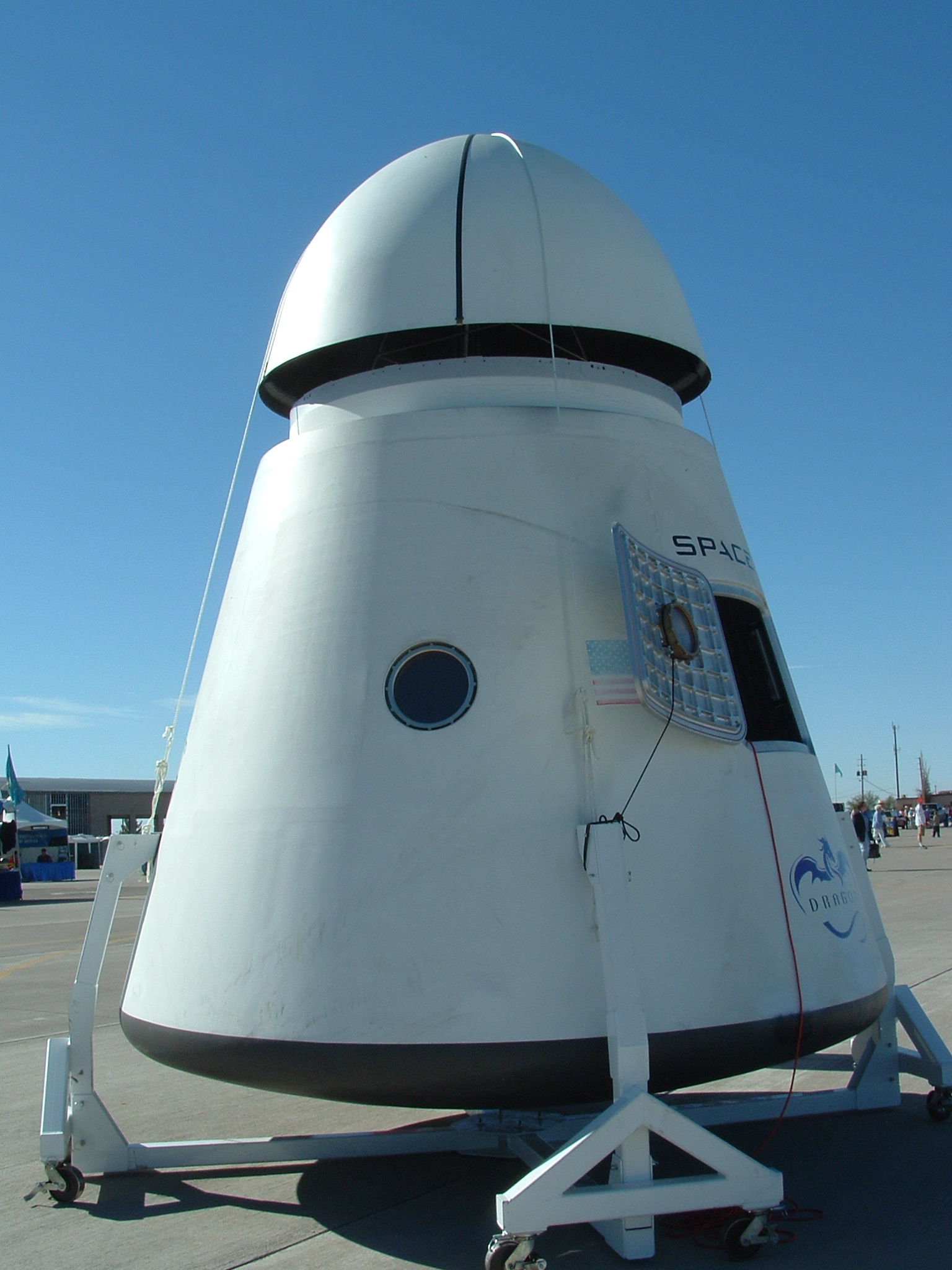
Modèle utilisé pour les tests de structure dans le cadre du Ansari X Prize (2007).
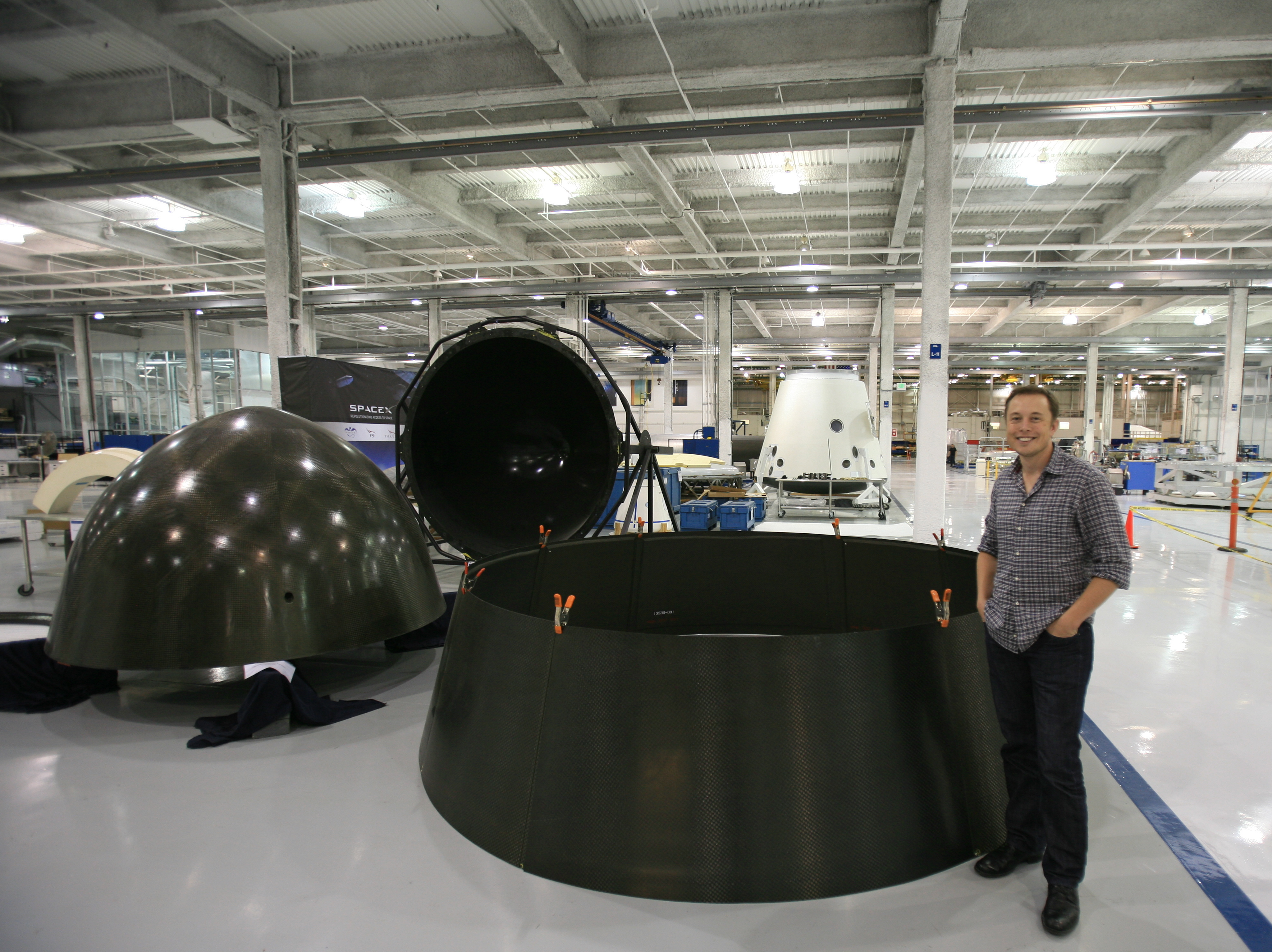
Elon Musk devant des composants de la structure du vaisseau
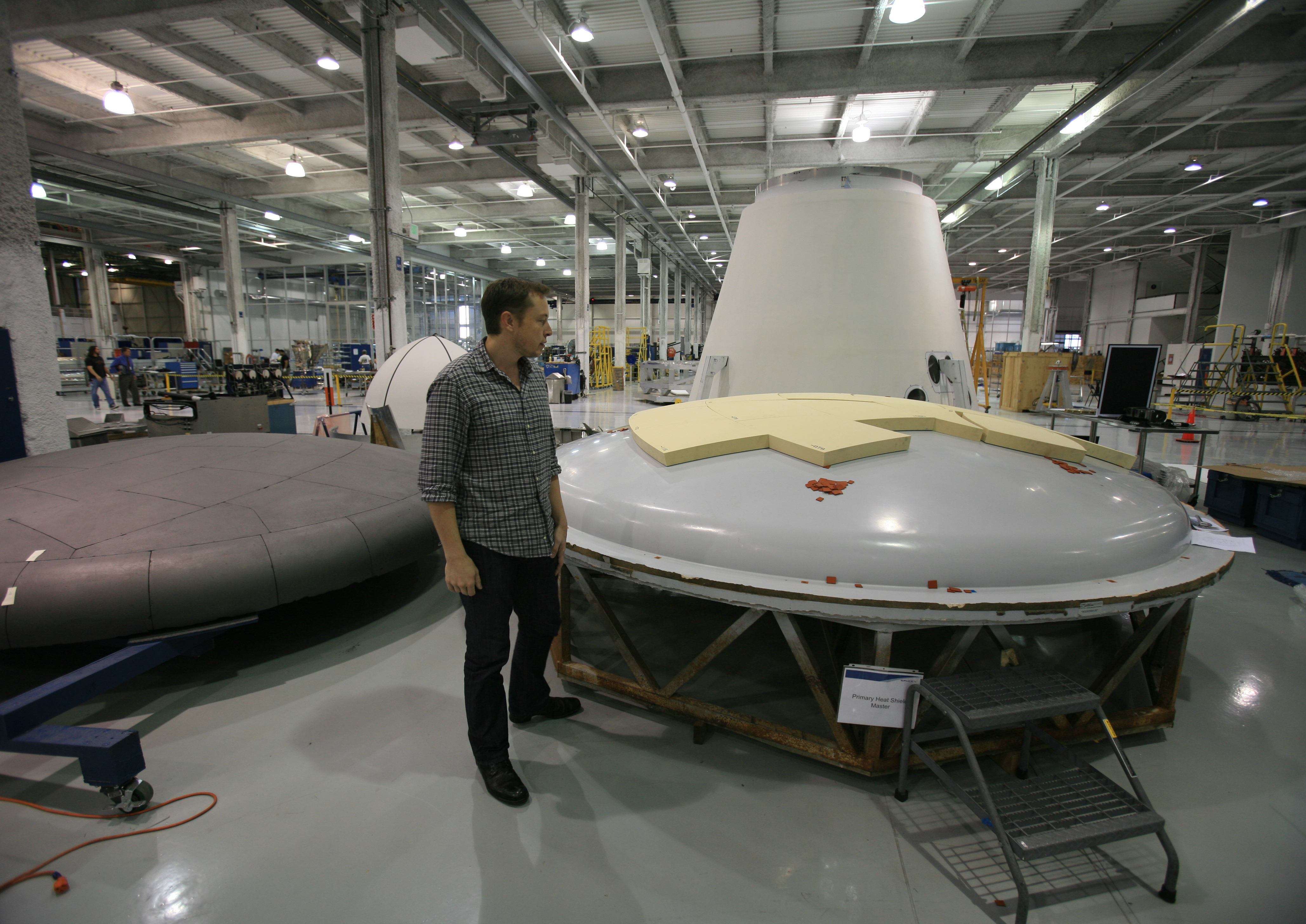
Pose du bouclier thermique

## Le programme de qualification
Afin de qualifier son vaisseau pour le programme COTS, SpaceX devait effectuer 3 vols de démonstration qui étaient début juin 2010 programmés respectivement en juillet 2010, mars 2011 et mai 2011, :
- COTS-1 Le premier vol de qualification a été réalisé après plusieurs reports le 8 décembre 2010 et a duré 3 heures et 21 minutes. Le lanceur a placé le vaisseau en orbite basse. Les communications ont été testées et des manœuvres de changement d'orbite et de contrôle d'orientation ont été effectuées par le vaisseau à l'aide de ses moteurs. Après 2 heures passées en orbite, la capsule a effectué une rentrée atmosphérique et a été récupérée après son amerrissage dans l'océan Pacifique qui s'est fait avec une précision de 800 mètres par rapport au point visé[9],
- COTS-2 : pour le deuxième vol d'une durée de 9 jours, le vaisseau doit manœuvrer pour s'approcher à 10 km de la station spatiale internationale ; l'équipage de la station spatiale doit tester le pilotage à distance du vaisseau, ainsi que la réception des données télémétriques. Après une série de vérifications de fonctionnement dans l'espace, le vaisseau effectue une approche jusqu'à 9 mètres de la station. Le vaisseau est alors attrapé et amarré par l'opérateur de la station spatiale à l'aide du bras Canadarm.

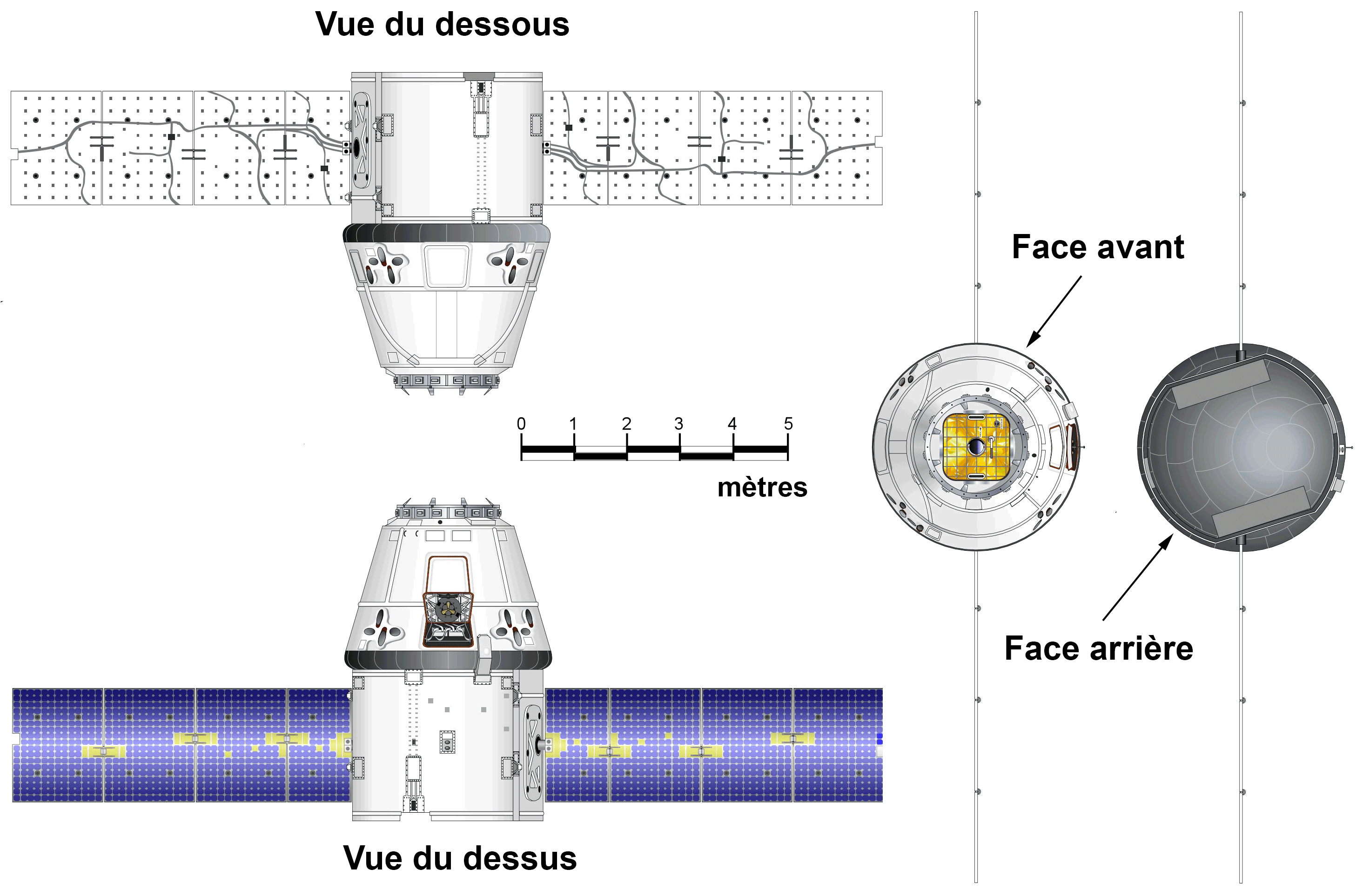
Schémas du vaisseau cargo SpaceX Dragon.

## Caractéristiques techniques

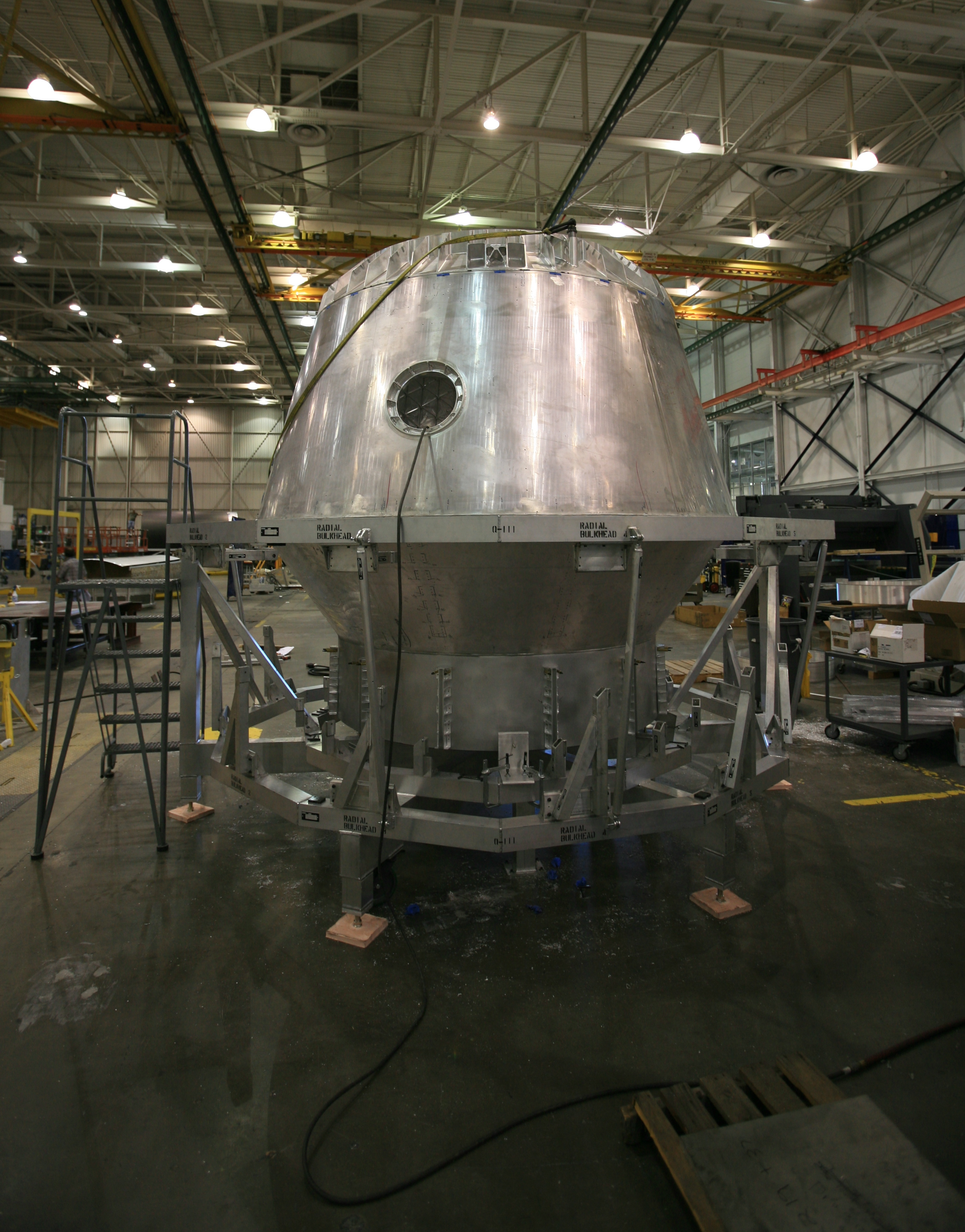
Structure.

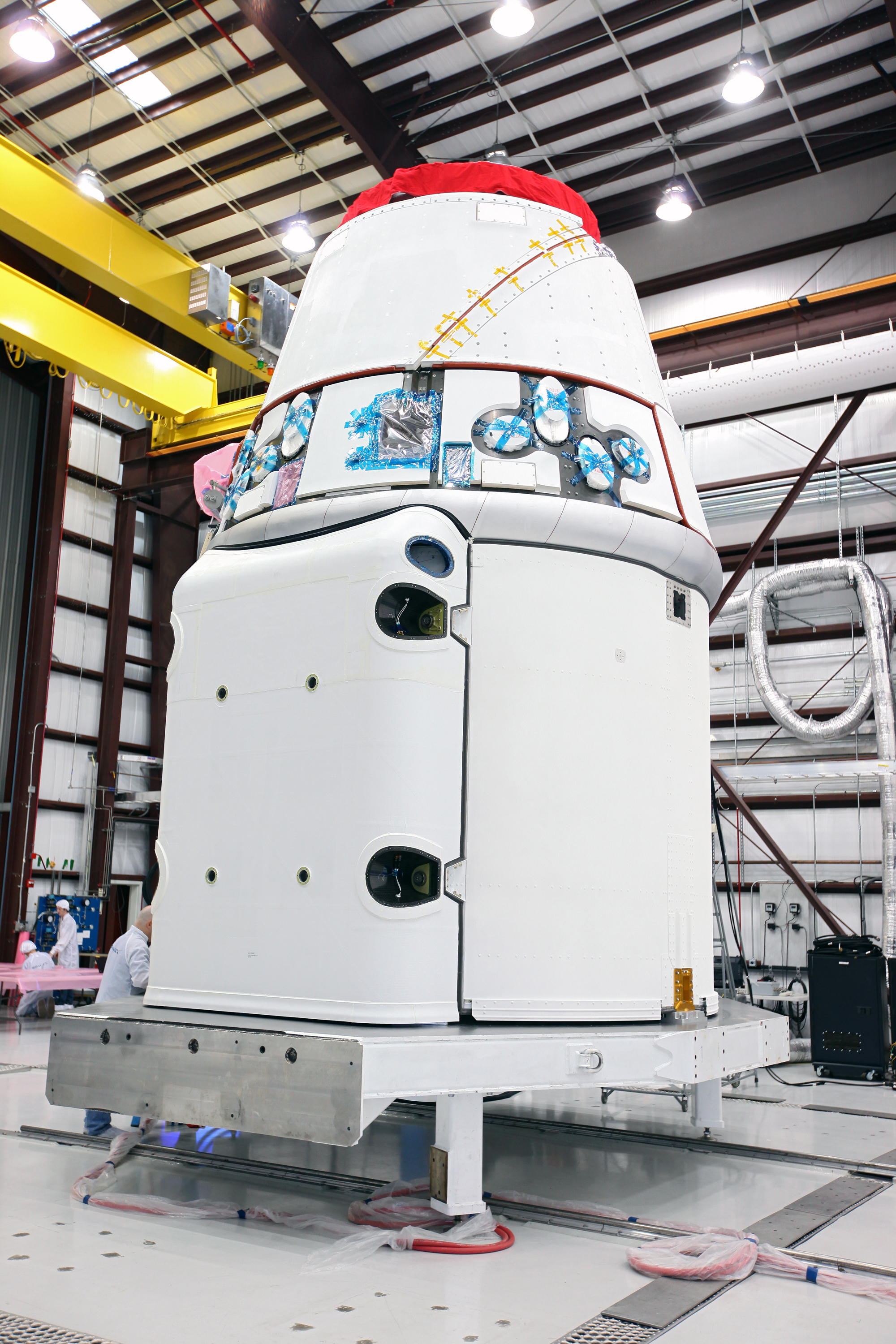
Vaisseau CRS-2.

### Structure
Le vaisseau Dragon est composé de deux sous-ensembles : la capsule qui revient au sol après la mission dans laquelle se trouve la partie pressurisée et une partie évidée non pressurisée dans laquelle est transporté le fret destiné à être stocké à l'extérieur de la station spatiale. Cette deuxième partie est larguée en fin de mission juste avant le début de la rentrée atmosphérique.
La partie du vaisseau qui revient au sol a la forme d'un tronc de cône d'une hauteur de 2,9 mètres pour un diamètre de 3,6 mètres avec d'un côté le bouclier thermique et de l'autre l'écoutille au format Common Berthing Mechanism utilisée pour l'amarrage à la partie non russe de la Station spatiale internationale. L'écoutille, qui, au lancement, se trouve à l'extrémité du lanceur, est couverte par une coiffe aérodynamique qui est larguée une fois le vaisseau en orbite. On trouve dans cette partie du vaisseau la soute pressurisée d'un volume de 10 m3 ainsi que les moteurs de manœuvre et les réservoirs associés.
Le second sous-ensemble du vaisseau, présent à partir du vol CRS-2, a la forme d'un cylindre long de 2,3 mètres et d'un diamètre de 3,6 mètres qui est largué avant la rentrée atmosphérique. Cette partie évidée et ouverte à la partie extérieure permet d'accueillir le fret non pressurisé dans un espace de 14 m3 et les panneaux solaires sont fixés sur ses flancs. SpaceX prévoit de développer une version allongée de 1 mètre qui porte le volume de la soute non pressurisée à 34 m3. Le vaisseau est conçu pour des missions pouvant aller de 1 semaine à 2 ans.

### Système de propulsion

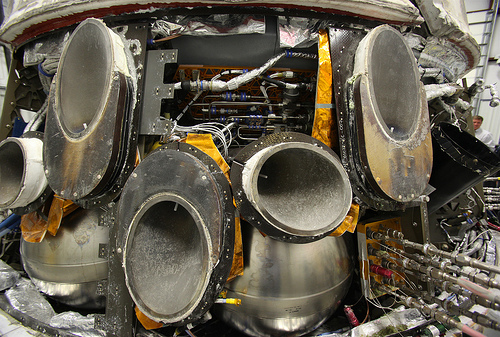
Une des grappes de moteurs-fusées Draco.

Le véhicule spatial comporte 18 petits moteurs-fusées Draco qui sont utilisés pour le contrôle d'attitude ainsi que pour les corrections et les changements d'orbite. Ces moteurs ont une poussée de 400 newtons de poussée et ils utilisent des carburants hypergoliques c'est-à-dire s'enflammant spontanément lorsqu'ils sont au mis au contact l'un avec l'autre : méthylhydrazine et peroxyde d'azote. Le vaisseau peut emporter 1 290 kg d'ergols,. Ils sont regroupés en deux grappes de quatre moteurs et deux grappes de cinq moteurs.

### Production d'énergie
L'énergie est fournie par deux panneaux solaires déployés en orbite qui produisent de 1 500 à 2 000 watts en moyenne et jusqu'à 4 000 watts en pointe qui sont stockées dans quatre batteries Lithium-polymère et sont restituées sous 28 volts non régulés.
Les panneaux solaires sont fixés de part et d'autre de la partie non pressurisée du vaisseau et ne sont donc pas récupérés lorsque le vaisseau revient sur Terre. Il y a en tout 8 panneaux solaires (4 de chaque côté). Ils sont orientables avec un degré de liberté (autour d'un seul axe) pour optimiser la génération d'électricité en fonction de la direction du Soleil. Au lancement, les panneaux solaires sont protégés par des caches rectangulaires qui sont éjectés une fois que les forces de friction générés par l'atmosphère se sont réduites.

### Contrôle d'orientation

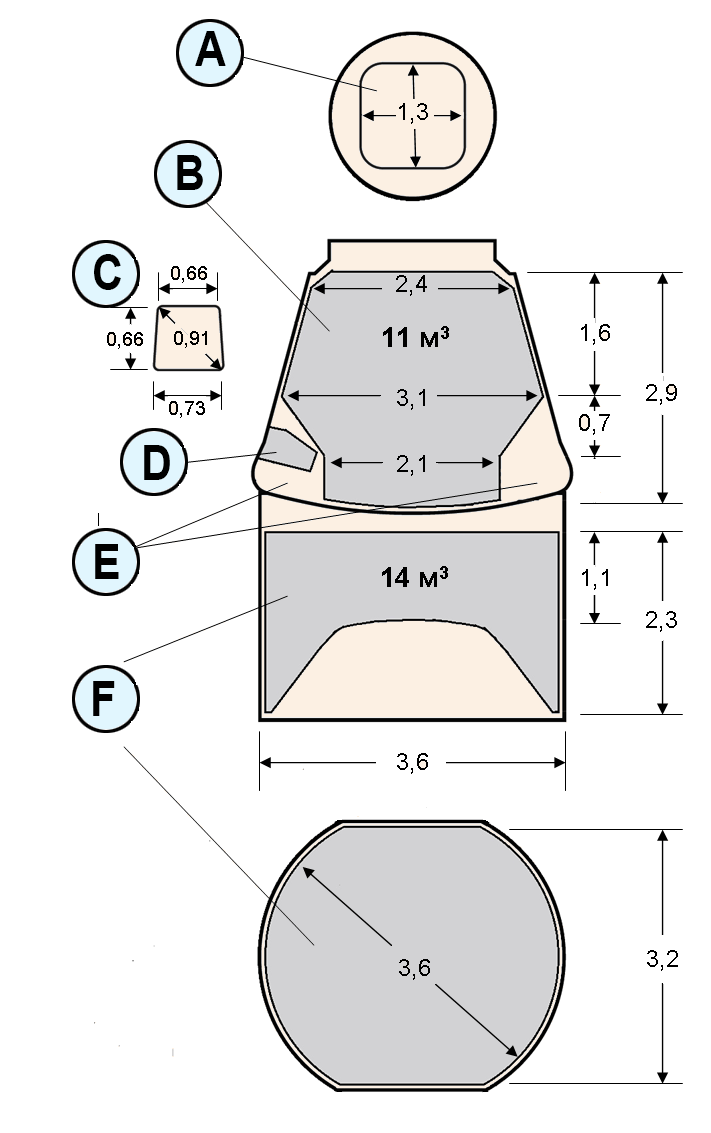
Dimensions et volumes occupés par le fret (en grisé) : A Écoutille, B Fret pressurisé, C et D Baie latérale pour expérience scientifique, E Bouclier thermique, F Fret non pressurisé.

Le contrôle d'attitude est réalisé à l'aide d'un système inertiel, de capteurs GPS et de senseurs stellaires. L'orientation est déterminée avec une précision de 0,004°; L'orientation est maintenue avec une précision de 0,012° et la vitesse radiale de 0,02° par axe. Les changements d'orientation sont pris en charge uniquement par les moteurs-fusées.

### Régulation thermique
La régulation thermique est assurée par deux circuits de fluide caloporteur redondants : des radiateurs montés à l'extérieur de la partie non pressurisée permettent d'évacuer la chaleur excédentaire.

### Système de télécommunications
Le système de télécommunication permet d'envoyer depuis le sol des commandes au vaisseau avec un débit de 300 kilobits par seconde. Le débit maximum vers le sol est de 300 megabits par seconde. La liaison est assurée en bande S directement vers les stations de réception terrestre ou en passant par le réseau de satellites géostationnaires TDRSS de la NASA.

### Dispositif d'amarrage et écoutille
Le vaisseau Dragon, contrairement aux vaisseaux Progress et ATV, n'est pas conçu pour s'amarrer automatiquement à la station spatiale. Il s'en approche à environ 10 mètres à l'aide du système DragonsEye qui combine un lidar et une caméra infrarouge pour mesurer la distance de la station spatiale et sa vitesse relative. Ensuite les dernières manœuvres et l’amarrage sont pris en charge par l'équipage de la station qui agrippe le vaisseau à l'aide du bras télécommandé Canadarm 2 puis le positionne au-dessus d'une écoutille libre de la station. Le vaisseau cargo dispose d'une écoutille carrée de grande taille (127 cm de côté) au format CBM qui constitue le format standard de la partie américaine de la station spatiale.

### Système de récupération au sol
La capsule a la capacité d'effectuer une rentrée atmosphérique grâce à son bouclier thermique ce qui lui permet de ramener du fret (ou un équipage) à Terre dans la partie pressurisée. Le bouclier thermique est réalisé dans une variante du PICA, un matériau ablatif mis au point par la NASA pour la capsule Genesis. La version utilisée sur le vaisseau Dragon, baptisée PICA-X, est moins couteuse à fabriquer et subit une ablation moins importante. Il dispose de parachutes principaux et de parachutes de secours. Un système GPS/Iridium permet de localiser le vaisseau après son amerrissage. Le vaisseau est conçu pour être récupéré en mer. Il ne peut pas être récupéré sur terre (vitesse de descente finale trop élevée).

### Transport du fret
Le vaisseau dispose de trois zones de stockage (voir schéma ci-contre) pour le fret dont la masse totale ne doit pas excéder 3 310 kg. Cette capacité n'était toutefois pas disponible jusqu'à la mise disposition de la version Full Thrust du lanceur Falcon 9 utilisée à partir du vol CRS-8 du fait d'une puissance insuffisante des premières versions. La masse transportée n'a jamais excédé 905 kg avec la version 1.0 du lanceur (jusqu'au vol CRS-2) et ce plafond est passé à 2 420 kg avec la version 1.1 (jusqu'au vol CRS-7).
- La partie pressurisée du vaisseau d'un volume de 11 m3 (B) permet de stocker des articles conditionnés ou non à amener à la station spatiale ou à ramener au sol. Le fret aller est déchargé à l'intérieur de la station. Certains éléments (dimension réduite, absence de risque lié à la présence de produits toxiques) peuvent être ressortis à l'extérieur de la station en utilisant les sas de la station spatiale.
- La partie non pressurisée du vaisseau (F) permet de stocker du fret à destination de l'extérieur de la station spatiale et dispose d'un volume de 14 m3. Il existe une version du vaisseau comportant une version allongée d'un mètre de cette partie qui fait passer le volume de stockage à 34 m3.
- Pour des expériences scientifiques, la capsule comprend une baie latérale non pressurisée (D) d'une contenance de 0,1 m3 qui permet, grâce à une ouverture recouverte par une trappe mobile, d'exposer des expériences scientifiques au vide. Celles-ci peuvent être récupérées après le retour à Terre[13].

La masse totale du fret retourné sur Terre ne doit pas dépasser 3 310 kg. Celui-ci peut être entièrement stocké dans la soute non pressurisée et détruit durant la rentrée atmosphérique ou stocké en partie ou entièrement dans la soute pressurisée. Celle-ci ne peut stocker au maximum que 2 500 kg compte tenu de la capacité de freinage des parachutes.

## Version DragonLab
La version du vaisseau Dragon est développée initialement pour répondre aux besoins de la NASA pour le ravitaillement de la Station spatiale internationale. SpaceX propose une version baptisée DragonLab destinée à répondre aux besoins d'autres clients.

Détail des équipements de navigation et d'amarrage
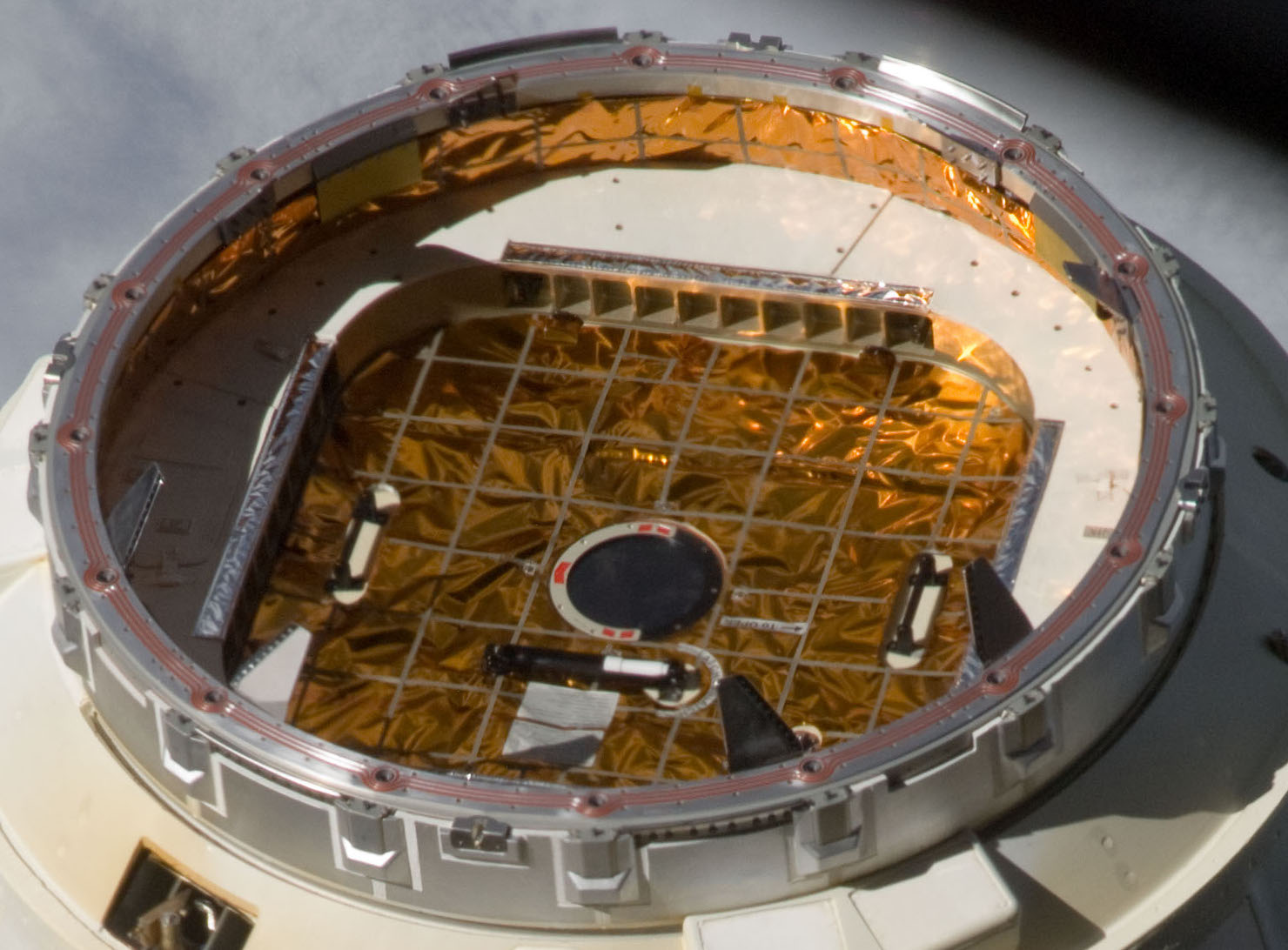
Port d'amarrage au format CBM avec son écoutille carrée au centre.
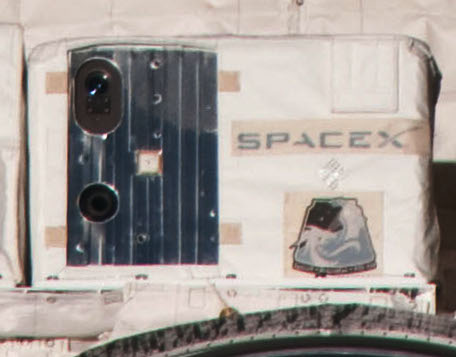
Équipement DragonEye constitué d'un lidar et d'une caméra infrarouge. Il est utilisé par le système de navigation du vaisseau à proximité de la station spatiale pour déterminer la distance et la vitesse relative de celle-ci.
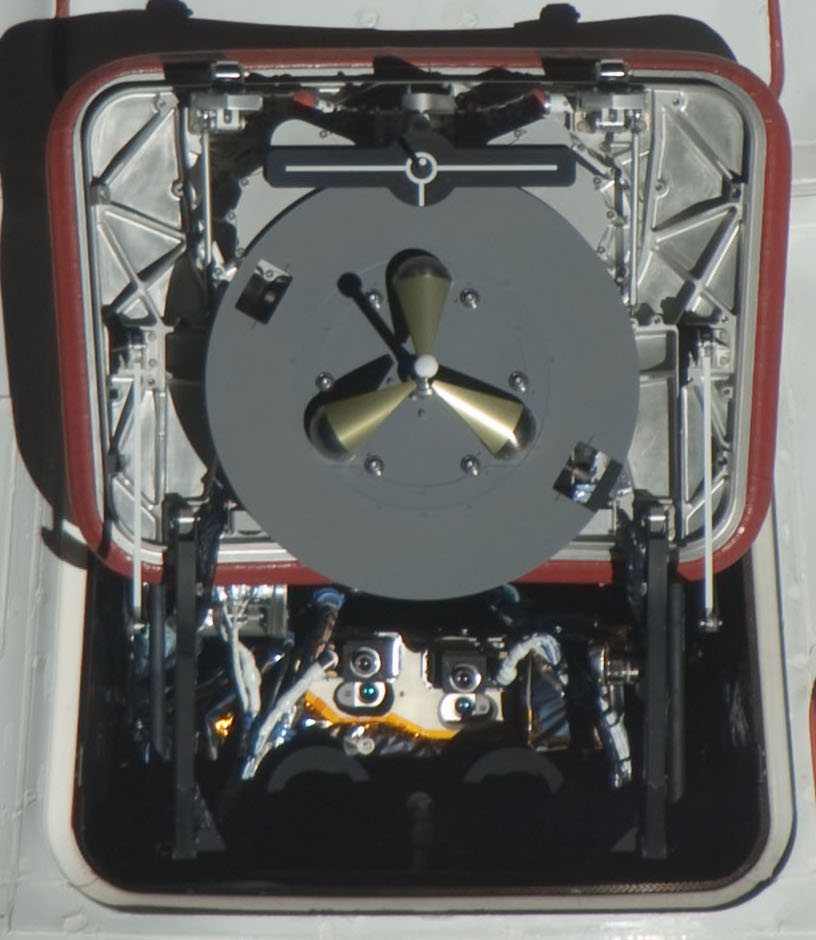
Cette trappe ouverte une fois le vaisseau en orbite dévoile le système utilisé par le bras Canadarm 2 pour agripper le vaisseau ainsi qu'un viseur d'étoiles utilisé pour la navigation.

## Comparatif SpaceX Dragon avec les autres vaisseaux cargo
| Vaisseau                      | SpaceX Dragon Version standard = S Version allongée = A | Cygnus Version standard = S Version améliorée = A | ATV                    | HTV        | Progress M                   |
| ----------------------------- | ------------------------------------------------------- | ------------------------------------------------- | ---------------------- | ---------- | ---------------------------- |
| Lanceur                       | Falcon 9 V1.1                                           | Antares 110 (S) Antares 130 (A)                   | Ariane 5 ES            | H-IIB      | Soyouz                       |
| Dimensions hauteur × diamètre | 7,2 × 3,7 m (S) ? (A)                                   | 5,1 × 3,07 m (S) 6,36 × 3,07 m (A)                | 10 × 4,85 m            | 10 × 4,4 m | 7,23 × 2,72 m                |
| Masse à vide                  | 4 200 kg                                                | 3 300 kg (S) 3 600 kg                             | 10 470 kg              | 10 500 kg  |                              |
| Masse totale                  | 6 100 kg                                                | 3 660 kg (S) 4 860 kg (A)                         | 20 750 kg              | 16 500 kg  | 7 150 kg                     |
| Fret total                    | 3 310 kg                                                | 2 000 kg (S) 2 700 kg (A)                         | 7 667 kg               | 6 000 kg   | 2 350 kg                     |
| Volume pressurisé             | 11 m3                                                   | 18,9 m3(S) 27 m3 (A)                              | 46,5 m3                | 14 m3      | 6,6 m3                       |
| Fret pressurisé               | 2,5 t.                                                  | 2 t. (S) 2,7 t. (A)                               | 5,5 t.                 | 4,5 t      | 1,8 t.                       |
| Liquides                      | -                                                       | -                                                 | 840 l.                 | 300 l.     | 420 l.                       |
| Gaz                           | -                                                       | -                                                 | 100 kg                 | -          | 50 kg                        |
| Ergols                        | -                                                       | -                                                 | 860 kg + 4 700 kg      | -          | 850 kg + 250 kg (remorquage  |
| Volume non pressurisé         | 14 m3 (S) 34 m3 (A)                                     | Non                                               | Non                    |            | Non                          |
| Tonnage fret non pressurisé   | 1 500 kg                                                | (2 500 kg)                                        | Non                    | 1 500 kg   | Non                          |
| Remorqueur                    | Non                                                     | Non                                               | Oui                    | Non        | Oui                          |
| Emport déchets                | 2 500 kg 3 700 kg (non pressurisé)                      | 1,2 t.                                            |                        |            | 1 620 kg dont 400 l liquides |
| Fret retourné sur Terre       | Oui                                                     | Non                                               | Non                    | Non        | Non                          |
| Type écoutille                | CBM (127 × 127 cm)                                      | CBM                                               | Russe (diamètre 80 cm) | CBM        | Russe                        |
| Amarrage automatique          | Non                                                     | Non                                               | Oui                    | Non        | Oui                          |
| Delta-V                       |                                                         |                                                   |                        |            |                              |
| Production électrique moyenne | 2 kW                                                    | 3,5 kW                                            | 3,8 kW                 |            | 0,6 kW                       |
| Durée séjour dans l'espace    | 2 ans                                                   |                                                   |                        | 45 jours   | 180 jours                    |
| Prix                          |                                                         |                                                   |                        |            |                              |
| Cout / kilogramme             |                                                         |                                                   |                        |            |                              |
| Cargo Réutilisable            | Oui                                                     | Non                                               | Non                    | Non        | Non                          |

## Déroulement d'une mission de ravitaillement de la station type

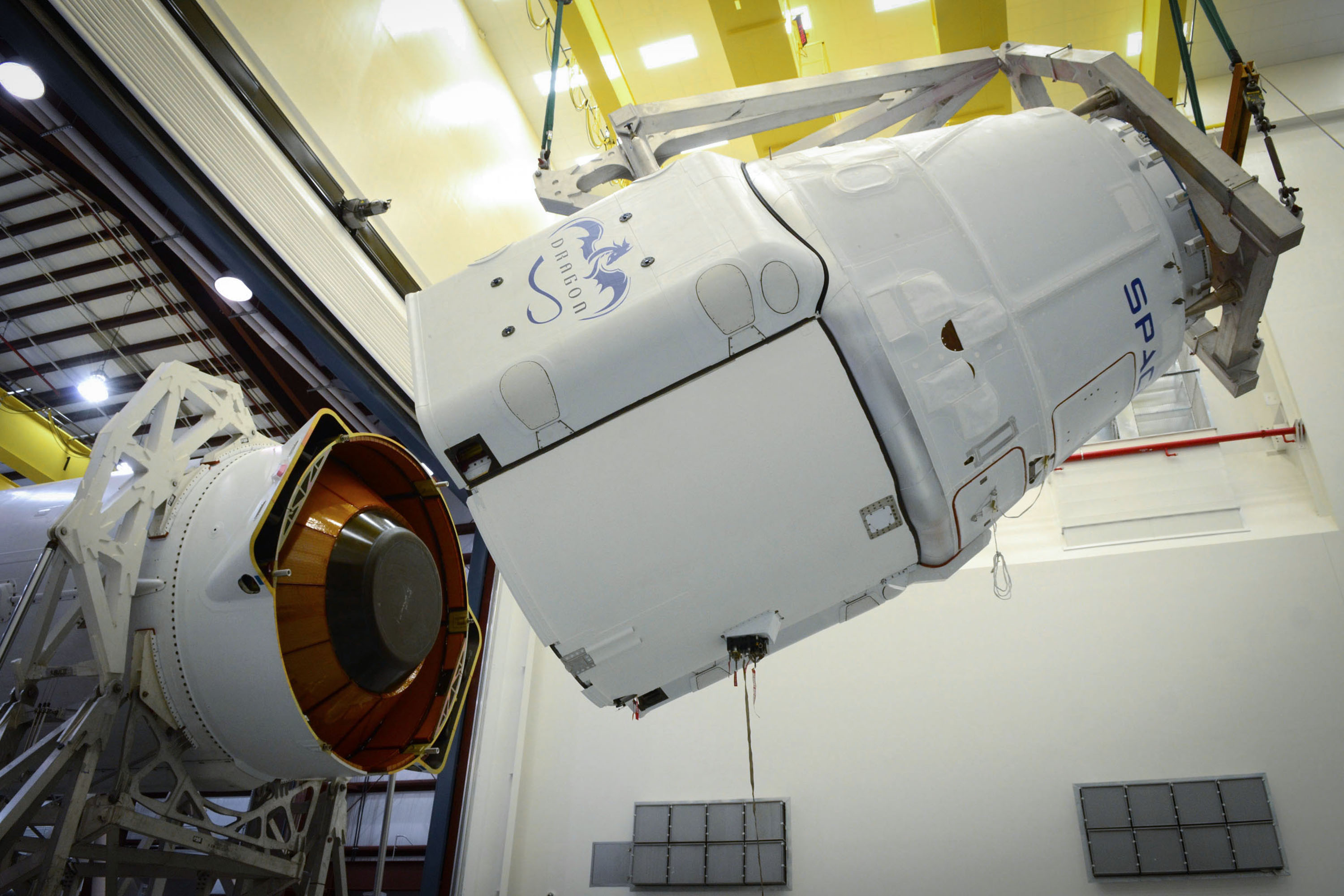
Assemblage à l'horizontale du vaisseau Dragon au lanceur Falcon 9 dont on aperçoit l'extrémité du deuxième étage.

### Préparation
Le vaisseau Dragon est construit dans l'usine de SpaceX située à Hawthorne en Californie et est transféré pour son lancement à la base de Cape Canaveral. Il est alors préparé dans un bâtiment utilisé autrefois par l'Armée de l'Air américaine pour ses satellites : le Satellite Processing and Integration Facility (SPIF). Pour les premiers vols la préparation du vaisseau se faisait dans le bâtiment d'assemblage du lanceur. Les réservoirs sont remplis avec les ergols très toxiques utilisés par la propulsion. Le fret interne et externe est chargé. Le vaisseau est alors transféré en position verticale jusqu'au bâtiment d'assemblage du lanceur Falcon 9 situé près du pas de tir LC40.
Le cargo spatial est fixé au sommet du lanceur alors que celui-ci se trouve en position horizontale dans le bâtiment d'assemblage. Aucune coiffe n'entoure l'ensemble du vaisseau contre les forces de friction. Toutefois, une protection aérodynamique de forme conique protège l'écoutille du vaisseau qui se trouve tout à l'avant de l'ensemble Falcon 9 + Dragon. Par ailleurs, des caches de forme rectangulaire protègent les panneaux solaires qui sont repliés le long du vaisseau mais forment deux protubérances exposée aux forces de friction durant l’ascension de la fusée. Une fois l'assemblage achevé, l'ensemble, qui est placé sur véhicule érecteur, quitte le bâtiment d'assemblage et est amené sur le pas de tir. La fusée est alors redressée à la verticale et les réservoirs d'ergols sont remplis.

Préparation
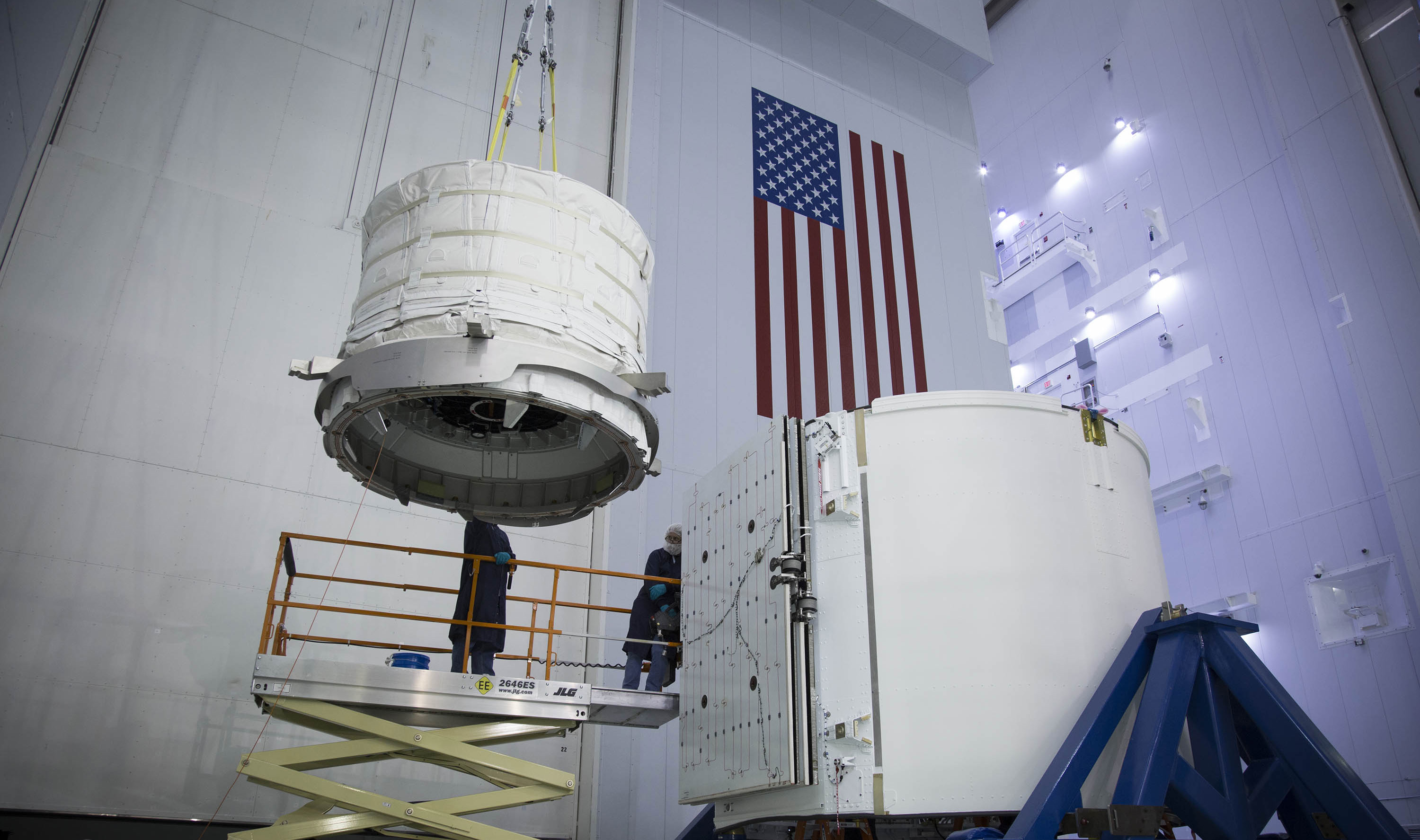
Mise en place du module BEAM dans la partie non pressurisée du vaisseau
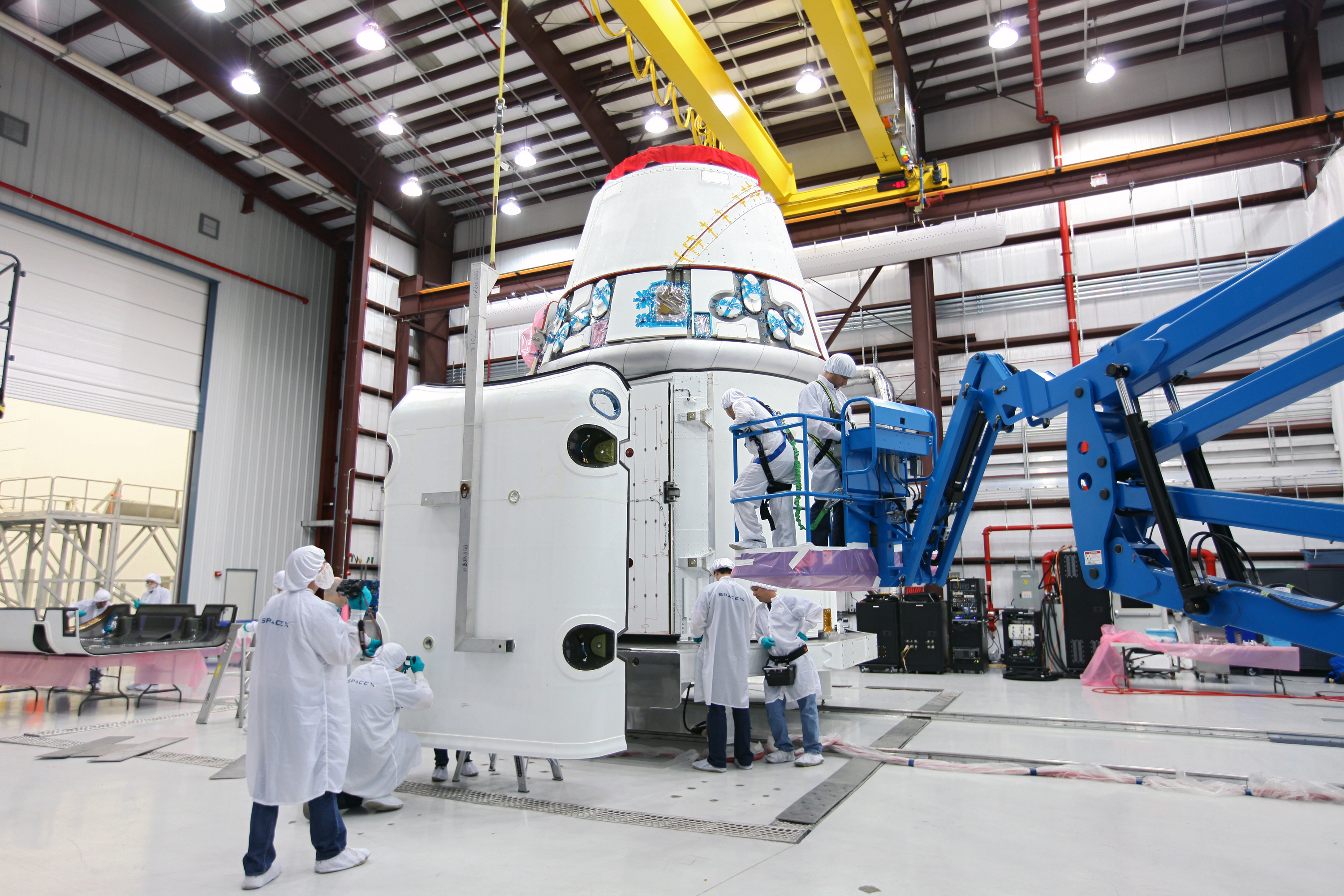
Installation des caches de protection des panneaux solaires.
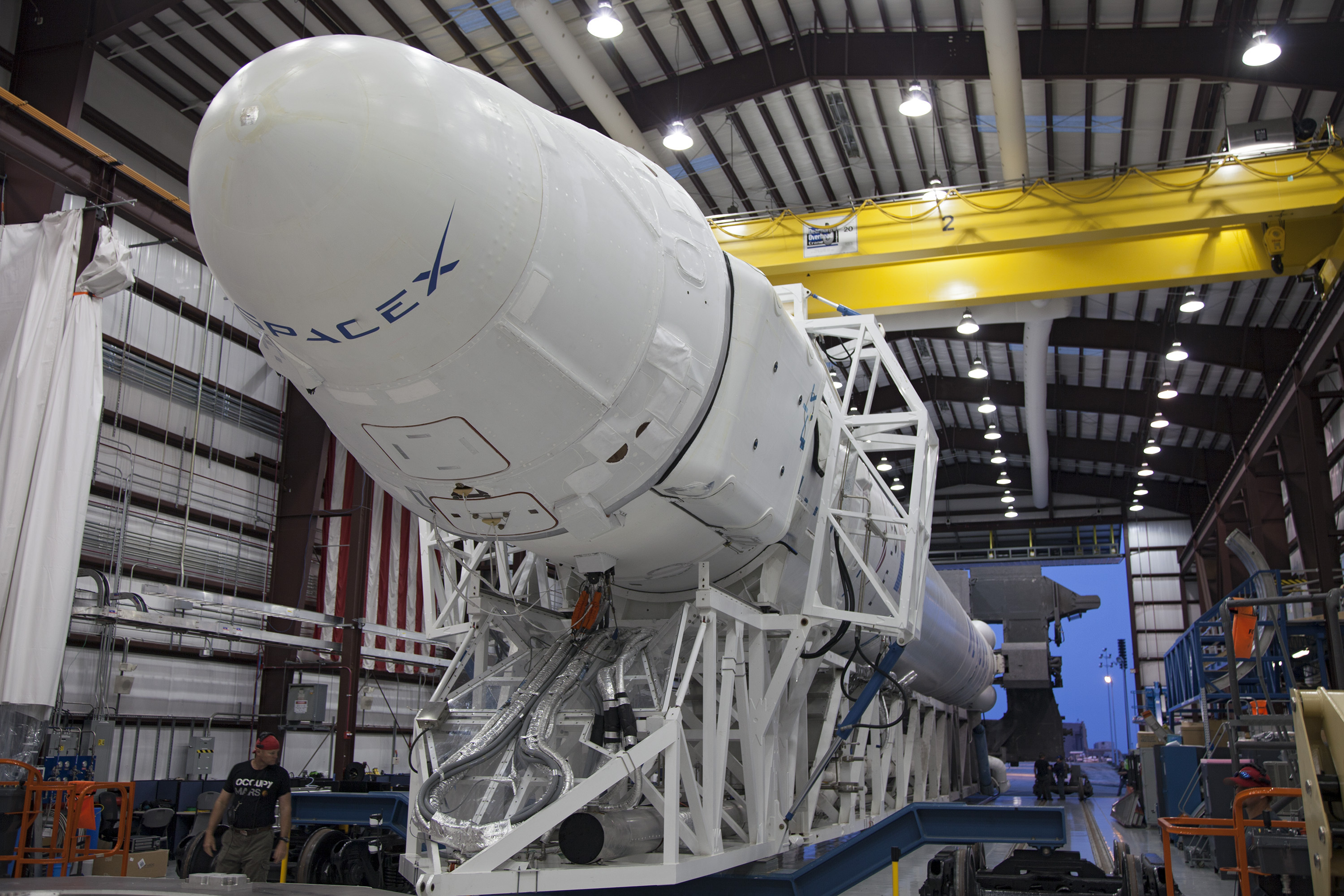
Le vaisseau Dragon et son lanceur sont prêts à quitter le bâtiment d'assemblage.

### Lancement

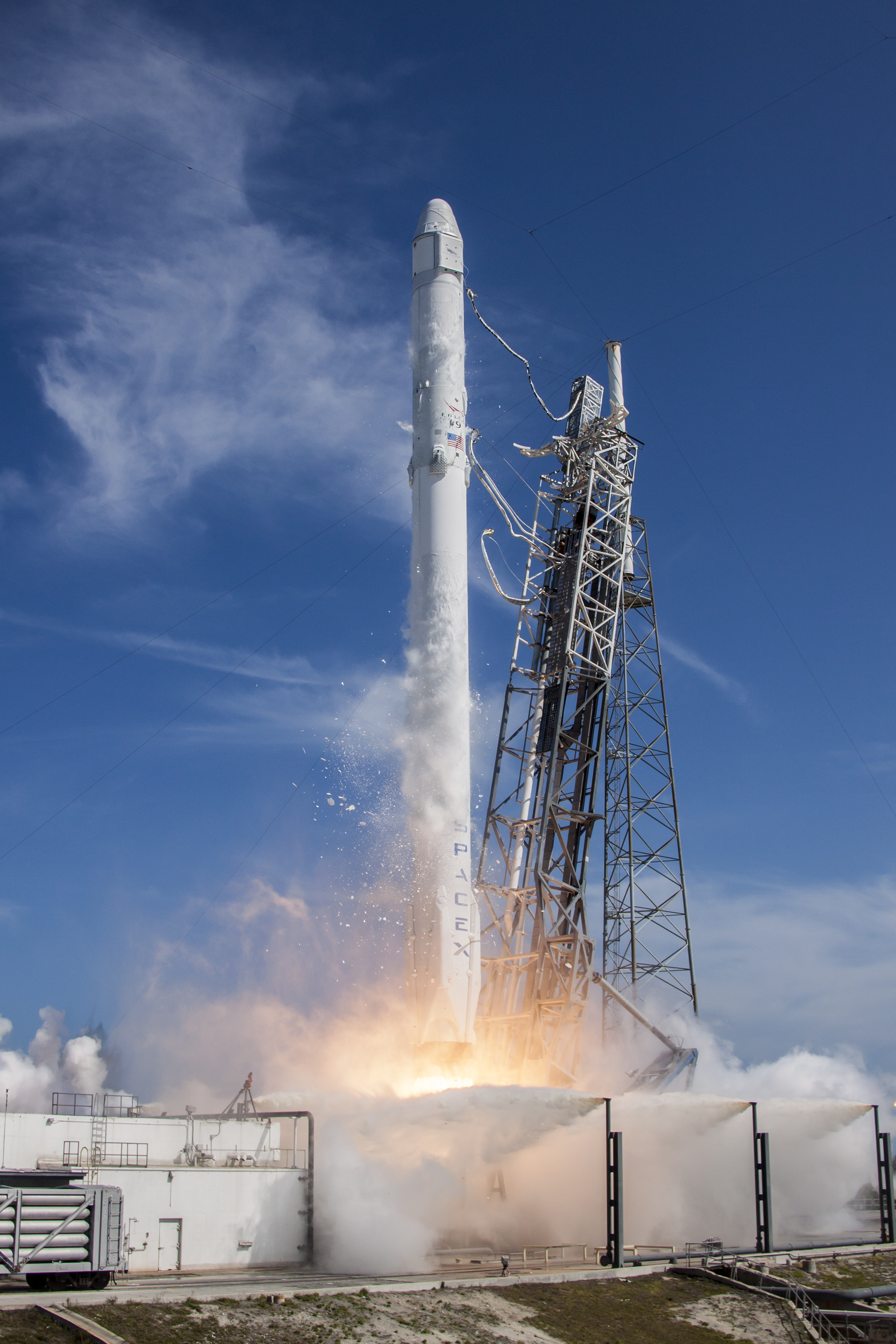
Lancement.

Après le décollage, le premier étage du lanceur Falcon 9 fonctionne durant 2 minutes 20 secondes avant qu'il se sépare du reste de la fusée. Quelques dizaines de secondes après la mise à feu du second étage du lanceur, les caches qui protégeaient l'écoutille et les panneaux solaires sont largués car l'atmosphère s'est suffisamment raréfiée. Environ 10 minutes après le lancement, le vaisseau cargo se sépare du deuxième étage du lanceur, mettant fin à la phase propulsée du vol. Le vaisseau circule désormais sur orbite elliptique de 200 x 350 km et une inclinaison de 51,6°. Les panneaux solaires commencent à être déployés une minute plus tard. Deux heures vingt après le lancement, une trappe s'ouvre dans le flanc du vaisseau pressurisé et les instruments utilisés pour la navigation sont déployés dont des viseurs d'étoiles. Environ une heure et demie plus tard, les moteurs du vaisseau cargo sont mis à feu pour circulariser l'orbite qui est désormais de 395 x 395 km proche de celle de la station spatiale internationale.

Lancement
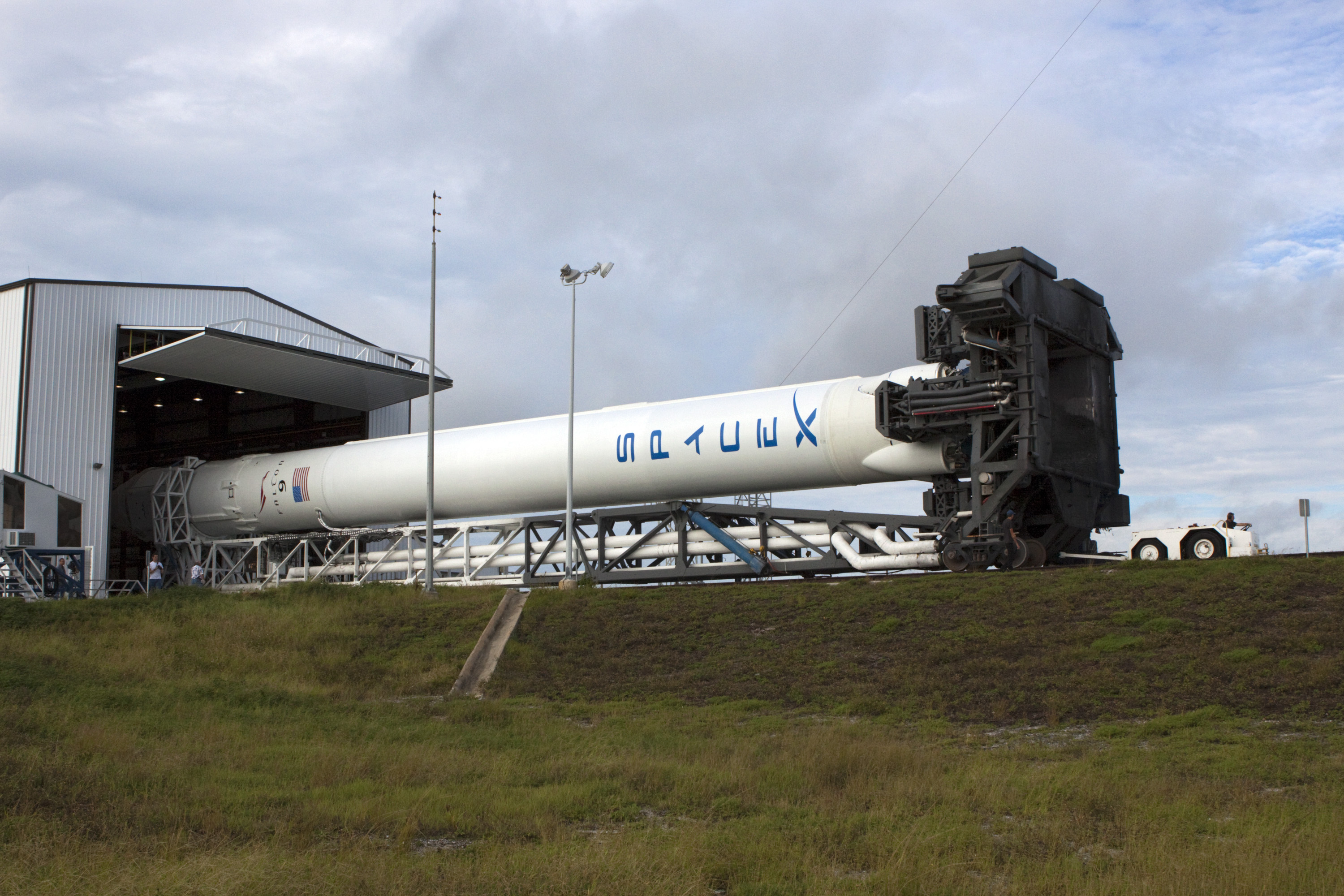
Le lanceur quitte le bâtiment d'assemblage sur le véhicule érecteur.
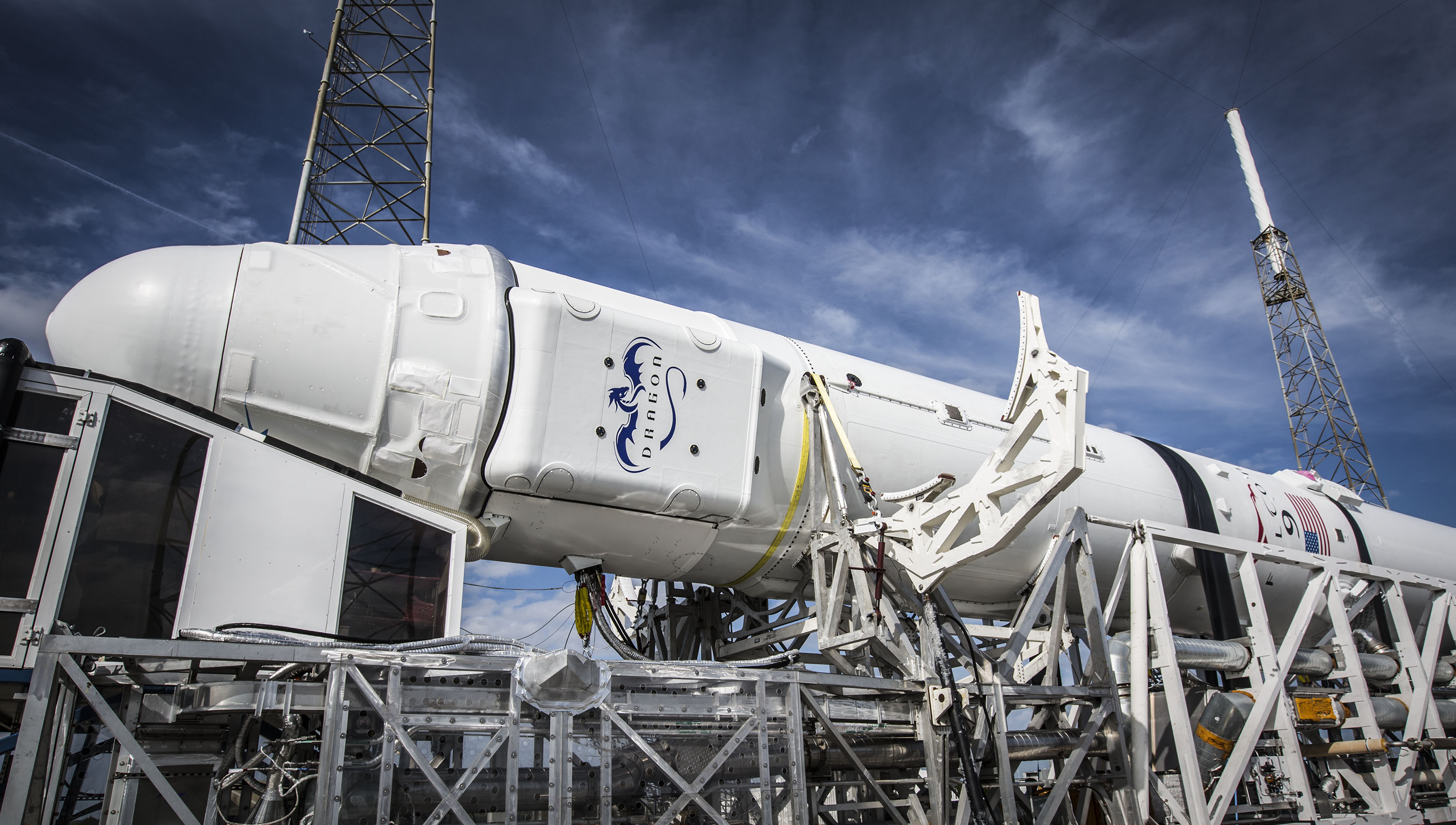
Le lanceur sur le véhicule érecteur.
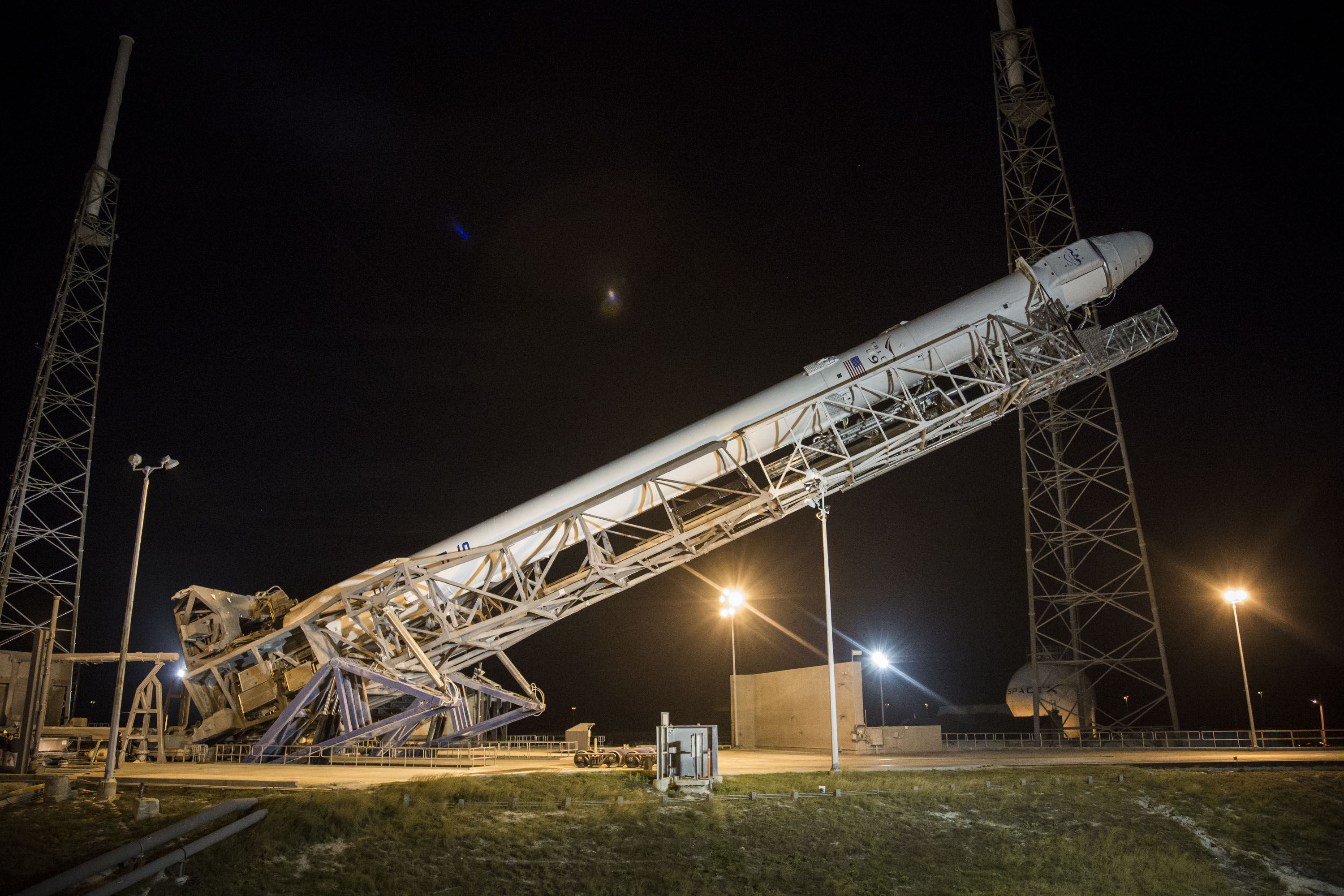
Érection du lanceur sur le pas de tir.

### Manœuvres de rendez-vous avec la station spatiale

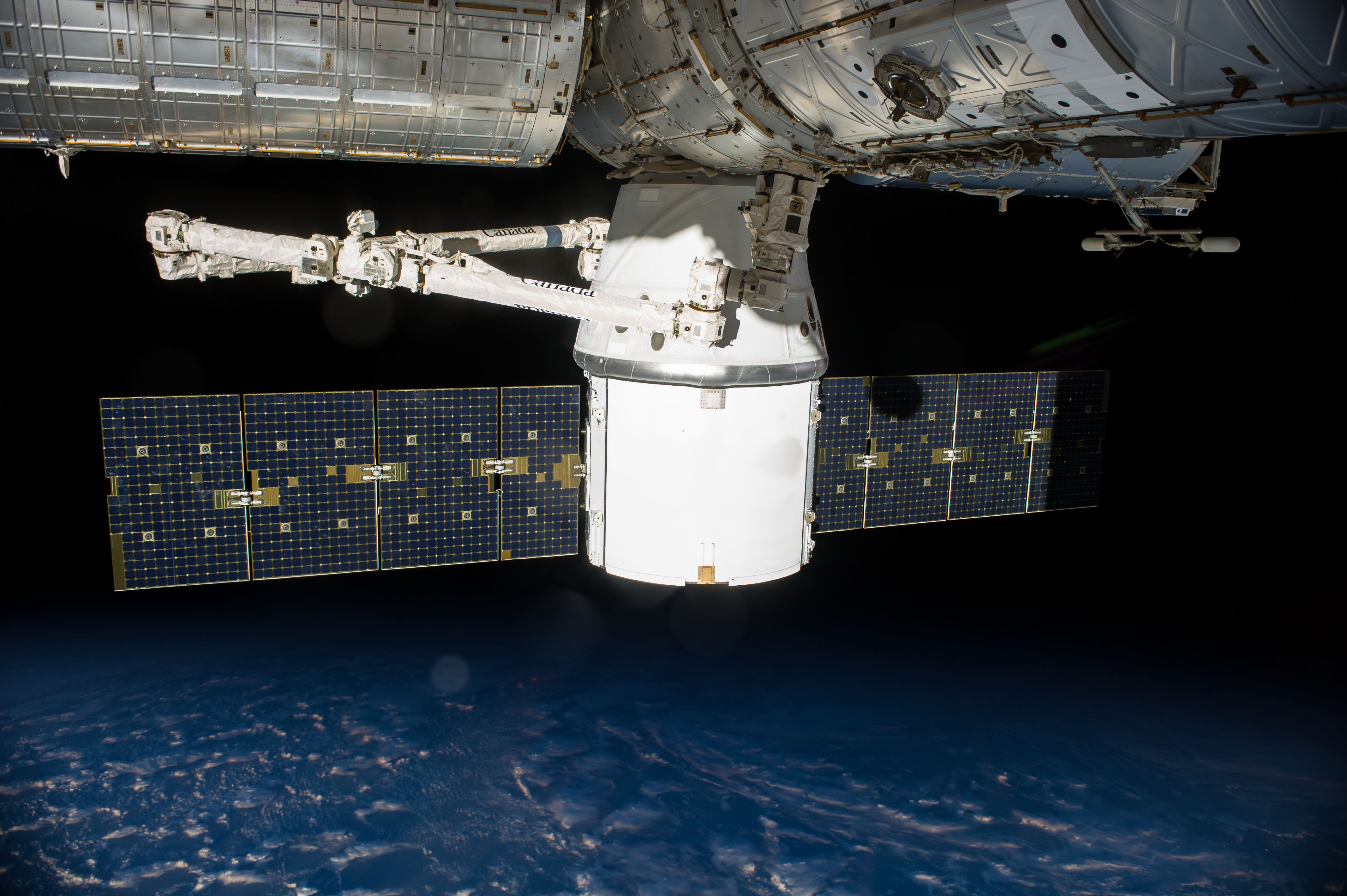
Le vaisseau Dragon amarré à la station spatiale.

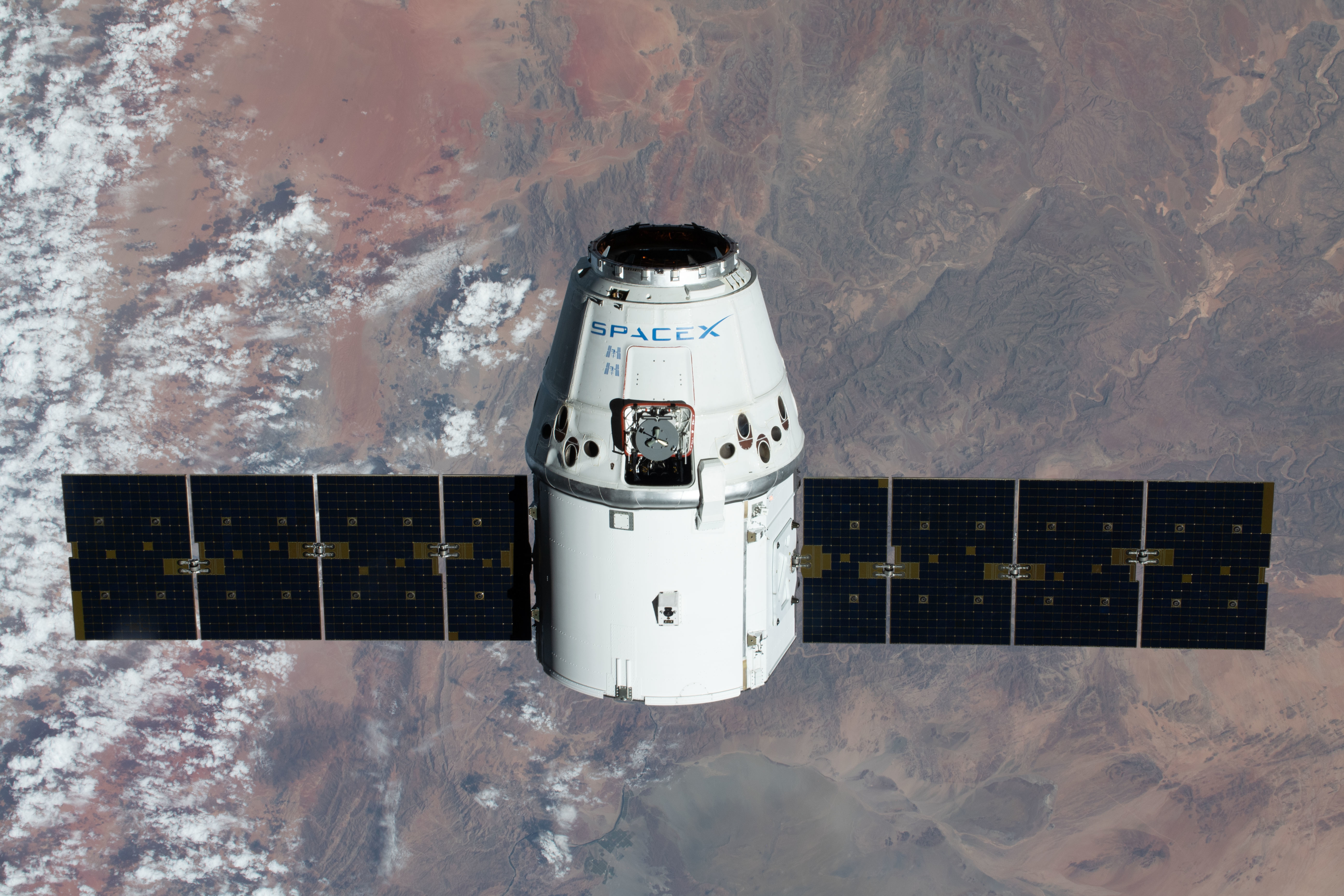
La capsule spatiale Dragon CRS-20 photographié le 9 mars 2020 à l'approche de Station spatiale internationale, lors de la dernière mission de la première génération de ce vaisseau.

Au cours des deux jours suivants, le vaisseau effectue plusieurs manœuvres pour rejoindre la Station spatiale internationale. Auparavant, il établit des liaisons radio avec le sol et la station spatiale. Puis il se rapproche progressivement de la station en se plaçant sur une orbite située légèrement en dessous et en retrait de celle-ci. Lorsque les deux engins ne se trouvent plus qu'à 1 000 mètres de distance, l'équipage de la station spatiale vérifie qu'il peut prendre les commandes du vaisseau Dragon via une liaison radio établie en UHF. Arrivé à 350 mètres de la station spatiale, le vaisseau Dragon modifie la méthode utilisée pour déterminer sa trajectoire. Il abandonne l'utilisation du GPS pour l'instrument DragonEye. Celui-ci détermine directement la distance et la vitesse relative au vaisseau par rapport à la station spatiale à l'aide d'une caméra thermique et d'un lidar. Arrivé à 250 mètres de la station, le vaisseau fait une pause et des vérifications sont effectuées avant les manœuvres finales.
Contrairement aux vaisseaux Progress et ATV qui disposent d'un ensemble d'équipements leur permettant de s'amarrer de manière automatique à la station spatiale, la manœuvre d'amarrage du vaisseau Dragon est réalisée par l'équipage qui utilise à cet effet le bras télécommandé Canadarm 2. Pour parvenir à cette phase, le vaisseau manœuvre de manière à se placer à portée du bras, ce qui nécessite qu'il se trouve à moins de 10 mètres de la station spatiale. L'équipage utilise alors le bras pour capturer le vaisseau puis déplace doucement celui-ci. L'astronaute aux commandes positionne finalement l'écoutille du cargo spatial face à une des écoutilles compatibles (avec le format CBM du segment américain) et libres de la station spatiale. Auparavant l'équipage contrôle qu'aucun débris ne risque de compromettre l'étanchéité de cet assemblage. Un système de verrouillage solidarise l'ensemble. Une procédure complexe de vérification est alors exécutée pour vérifier la qualité de l'amarrage et l'étanchéité. Enfin les deux écoutilles (celle de la station et celle du vaisseau Dragon) sont ouvertes et le déchargement du vaisseau cargo peut débuter.

Manœuvres de rendez-vous
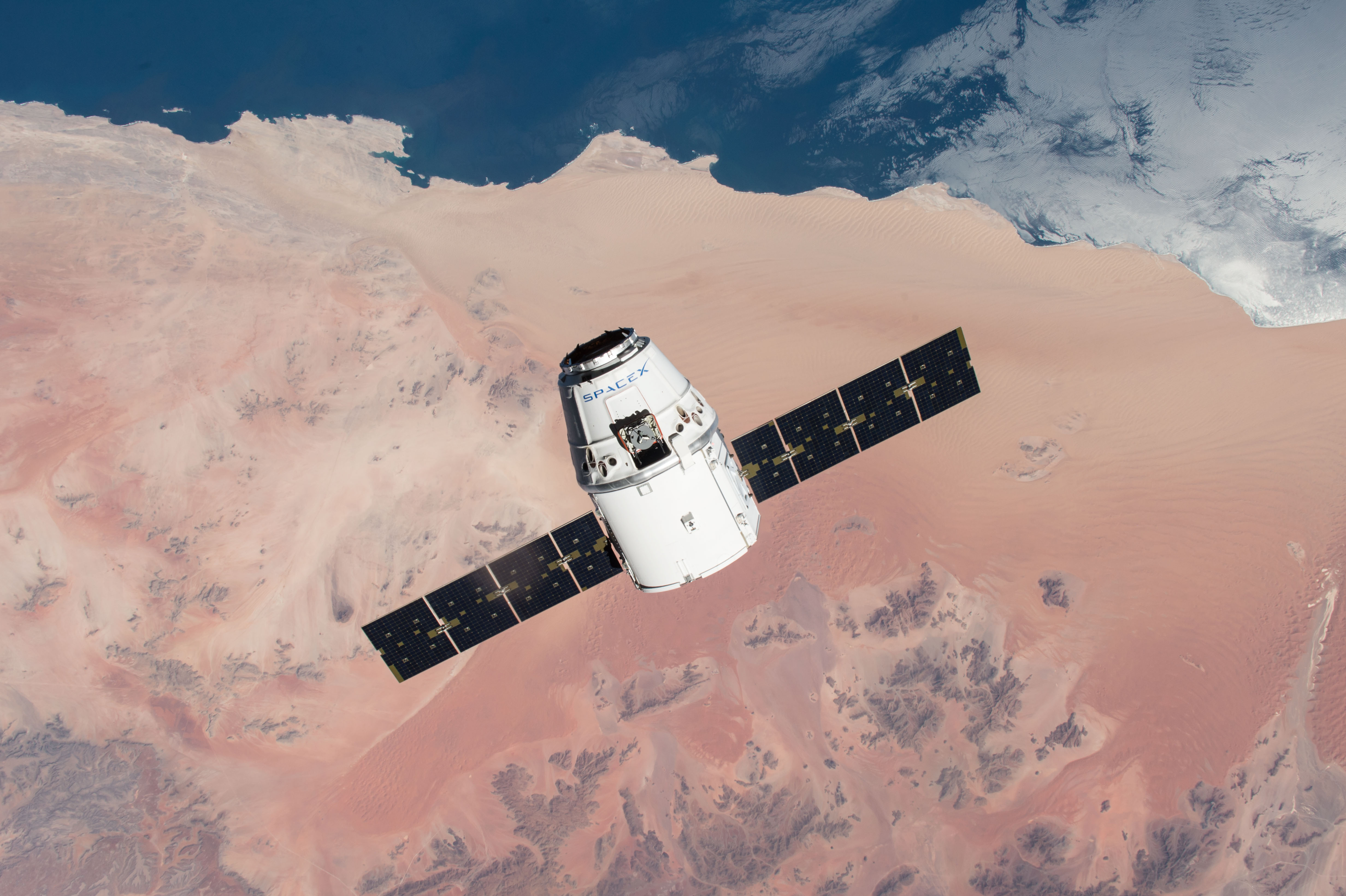
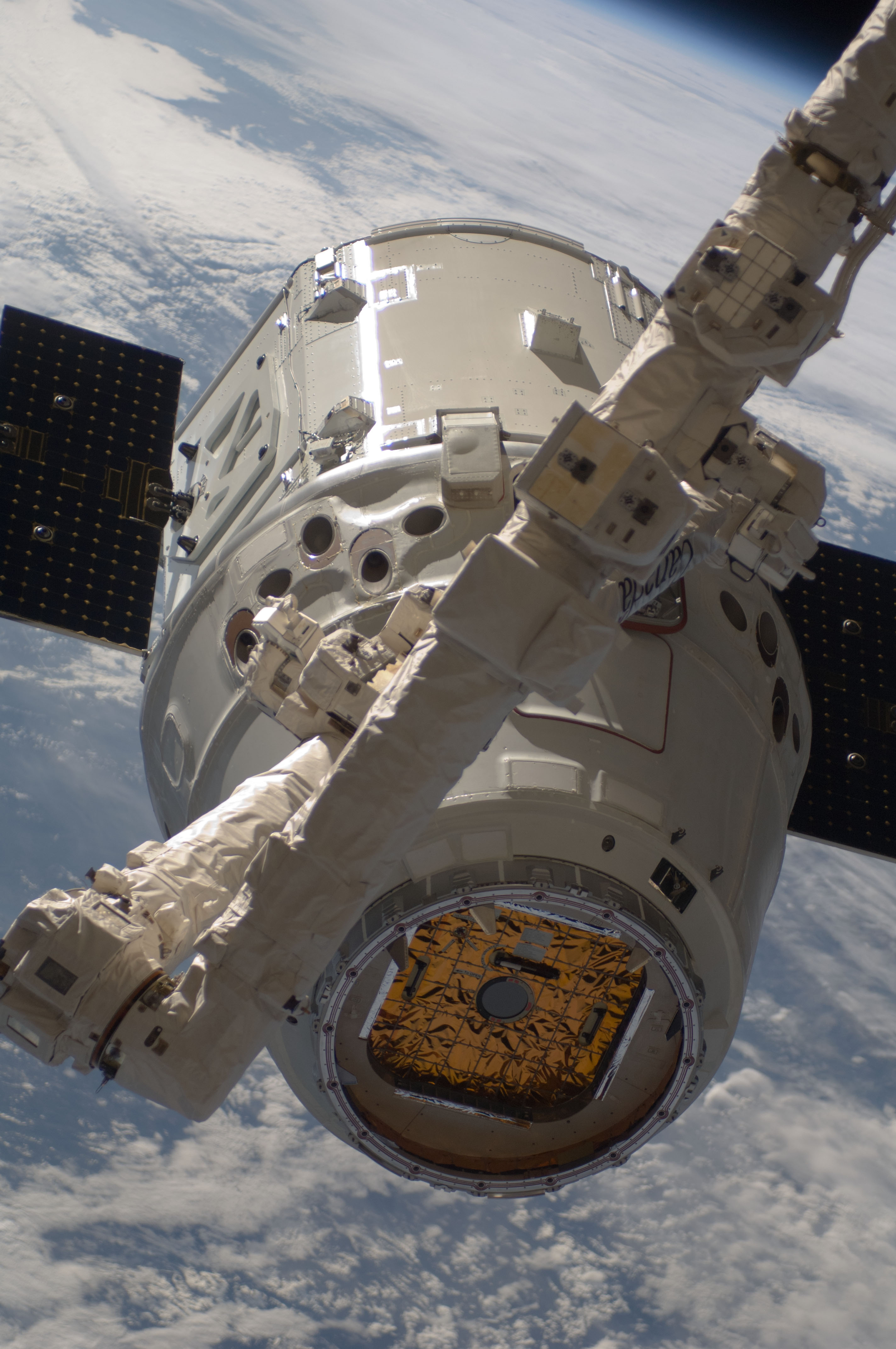
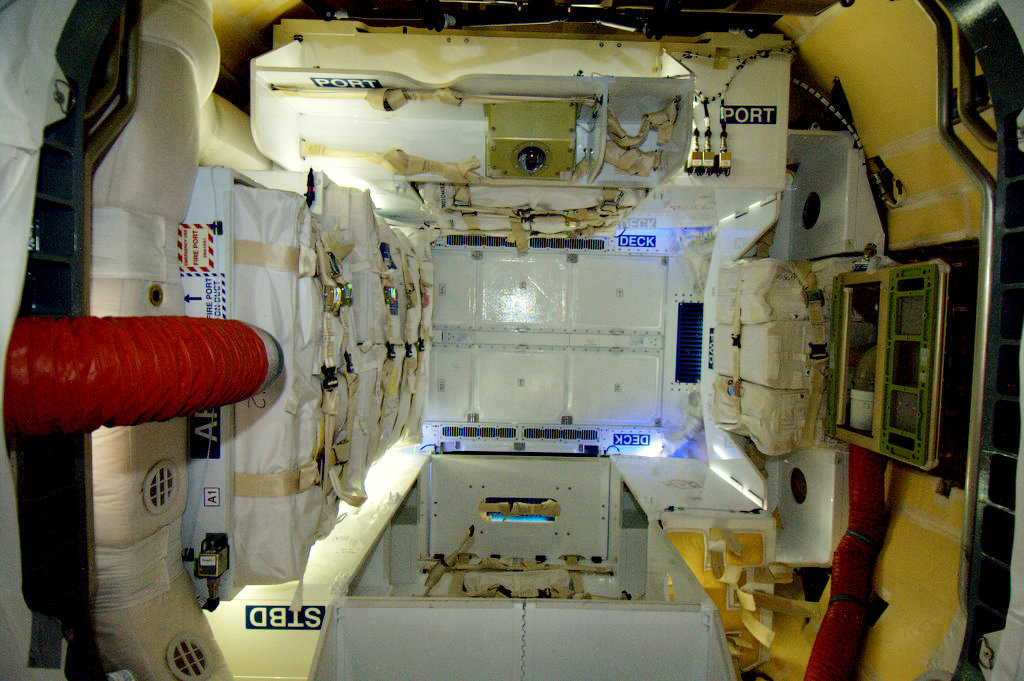

### Retour sur Terre

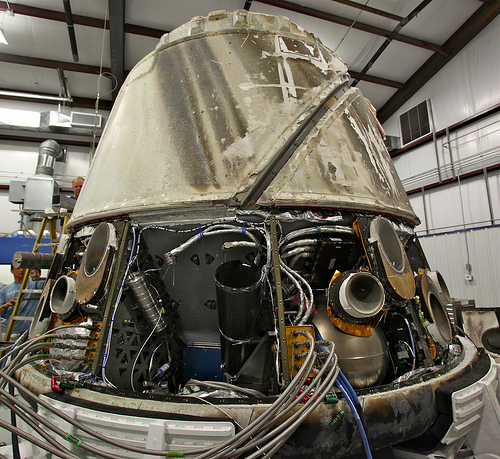
Examen du vaisseau après son retour sur Terre (vol C2+).

Les deux écoutilles menant au vaisseau Dragon sont refermées. Après avoir vérifié qu'aucune fuite n'était susceptible d'apparaitre, un des membres d'équipage se place dans la baie de la Cupola et utilise le poste de contrôle du bras Canadarm 2 pour détacher l'engin spatial de la station spatiale et le placer à quelques mètres de celle-ci dans une position qui ne risque pas de provoquer une collision lorsque le vaisseau va commencer à s'écarter de manière naturelle (sans utiliser sa propulsion). Lorsque le vaisseau s'est suffisamment écarté, il utilise à trois reprises sa propulsion pour se placer sur une orbite distincte de celle de la station. Au bout de 5 heures, le vaisseau s'est écarté à une distance de 150 km. Lorsque le vaisseau a quitté le voisinage de la station, son contrôle est passé du centre spatial Johnson au centre de contrôle de SpaceX.
Au bout d'environ 5 heures, le vaisseau s'est éloigné progressivement d'environ 150 km de la station spatiale et a parcouru 3 orbites. Il est alors reconfiguré pour lui permettre de réaliser une rentrée atmosphérique : la trappe protégeant les instruments de navigation est refermée pour les protéger. Les moteurs du vaisseau sont mis à feu pour réduire sa vitesse d'environ 100 m/s, ce qui abaisse son orbite et le fait rapidement rentrer dans les couches denses de l'atmosphère. Cette manœuvre est réalisée à un moment calculé pour permettre l'amerrissage du vaisseau dans la zone de récupération prévue. Immédiatement après cette phase propulsée, la partie non pressurisée du vaisseau est larguée et le vaisseau est réorienté de manière que son bouclier thermique soit tourné vers l'avant pour protéger Dragon de l'échauffement généré par l'atmosphère. L'avant du vaisseau est rapidement porté à une température qui atteint 1 600 °C. Durant cette phase, le vaisseau utilise ses propulseurs pour contrôler son angle d'entrée de manière à optimiser sa trajectoire et se rapprocher au maximum du point visé. La précision atteinte est de quelques kilomètres. À environ 13,7 km d'altitude, le vaisseau déclenche le déploiement de deux petits parachutes pilotes qui stabilisent le vaisseau spatial et le ralentissent. Les trois parachutes principaux sont déployés à environ 3 kilomètres d'altitude et ramènent la vitesse de descente à environ 20 km/h. Le vaisseau spatial amerrit environ 50 minutes après avoir entamé les manœuvres qui ont déclenché la rentrée atmosphérique.
La zone d'amerrissage retenue se situe au large de Los Angeles, où se situe le principal établissement de SpaceX. Des navires convergent immédiatement vers le vaisseau qui vient d'amerrir. Des techniciens le sécurisent et fixent un harnais qui permet de le hisser sur le pont du navire. Le vaisseau est rapatrié dans le port de Los Angeles. Le fret nécessitant d'être déchargé immédiatement pour des raisons de conservation est retiré immédiatement du vaisseau et est envoyé sous 48 heures à la NASA. Le vaisseau est ensuite convoyé par camion jusqu'au site de test de SpaceX situé au Texas où le reste du fret est déchargé et remis à la NASA dans les jours suivants.

Récupération
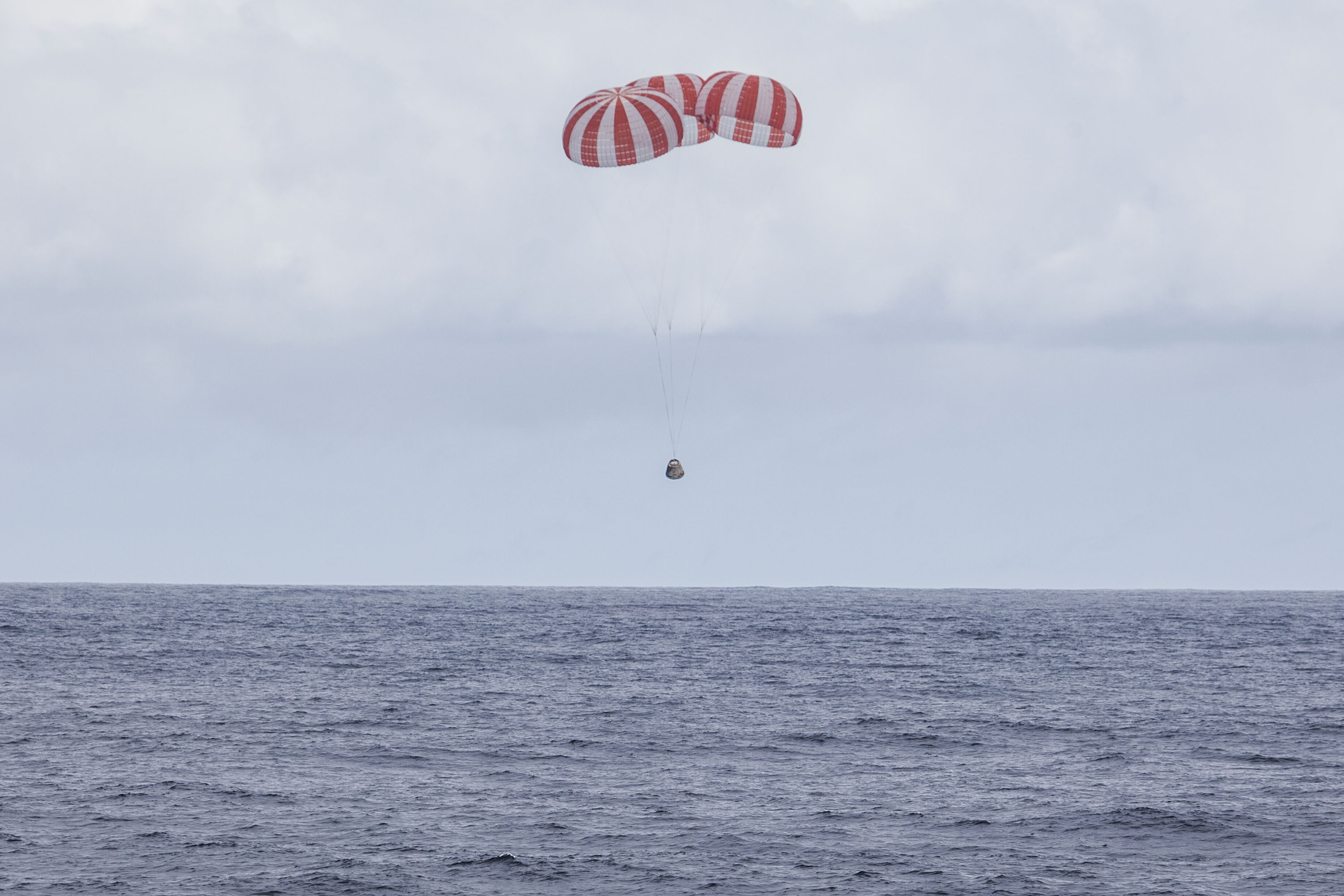
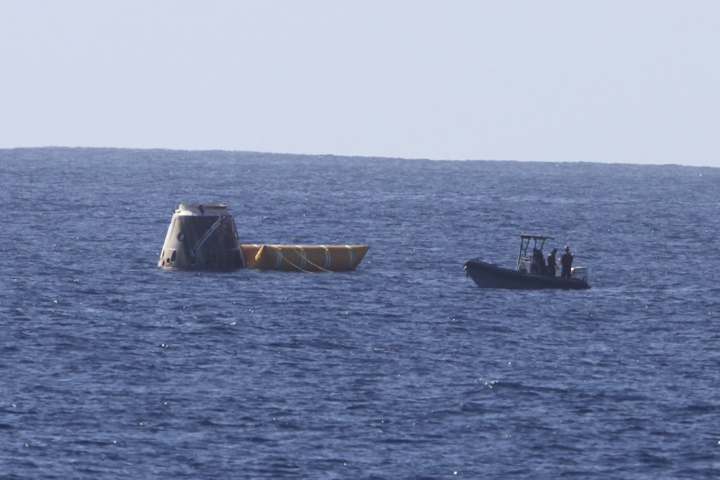
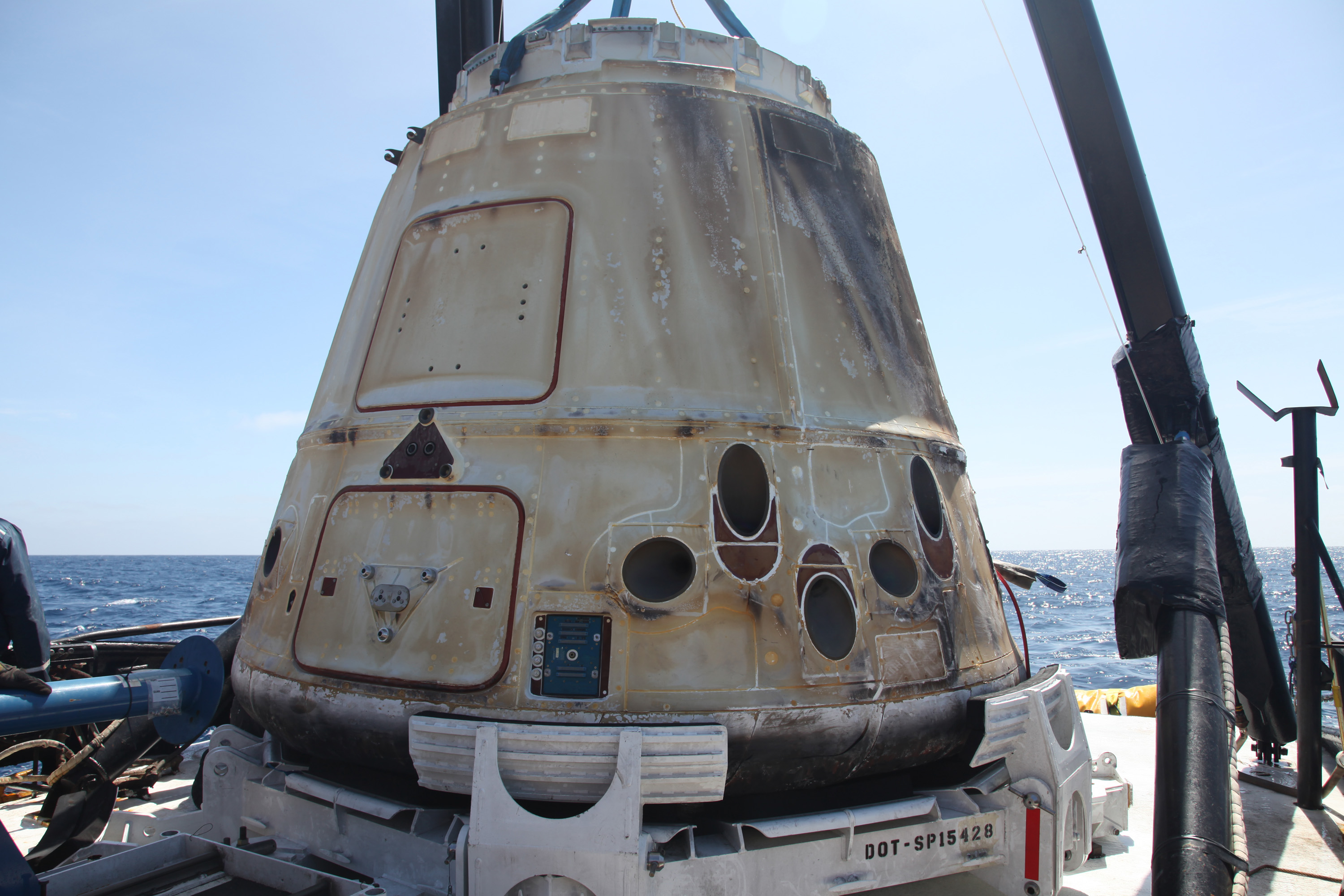

## Missions
| Mission         | Version lanceur | Date lancement | Date retour | Charge utile | Statut | Remarques |
| --------------- | --------------- | -------------- | ----------- | --- | ------ | --- |
| COTS Démo Vol 1 | Falcon 9 v1.0   | 08-12-2010     | 08-12-2010  | La capsule Dragon effectue deux orbites et amerrit dans l'océan sans rejoindre l'ISS.                                                                                 | Succès | Premier vol de la capsule Dragon et deuxième lancement du lanceur Falcon 9 |
| COTS Démo Vol 2 | Falcon 9 v1.0   | 22-05-2012     | 31-05-2012  | Fret aller : 525 kg. Fret retour : 665 kg | Succès | Premier amarrage à l'ISS. Ce vol qualifie le vaisseau spatial pour les missions opérationnelles.                                                                                           |
| CRS-1           | Falcon 9 v1.0   | 08-10-2012     | 28-10-2012  | Fret aller : 905 kg. Fret retour : 905 kg. Le lanceur emporte également un satellite Orbcomm de 150 kg.                                                               | Succès | Première mission opérationnelle. Un moteur de la fusée Falcon 9 subit une défaillance lors du lancement mais le lanceur est en mesure de placer correctement le vaisseau Dragon en orbite. |
| CRS-2           | Falcon 9 v1.0   | 01-03-2013     | 26-03-2013  | Fret aller : 898 kg dont 221 kg en soute non pressurisée. Fret retour : 1 370 kg                                                                                      | Succès | Un problème avec les propulseurs est résolu mais retarde d'une journée le rendez-vous avec l'ISS.                                                                                          |
| CRS-3           | Falcon 9 v1.1   | 18-04-2014     | 18-05-2014  | Fret aller : 2 089 kg dont 571 kg en soute non pressurisée. Fret retour : 905 kg                                                                                      | Succès | Premier vol de la version plus puissante du lanceur (v 1.1). |
| CRS-4           | Falcon 9 v1.1   | 21-09-2014     | 25-10-2014  | Fret aller : 2 126 kg dont 589 kg en soute non pressurisée. Fret retour : 1 500 kg                                                                                    | Succès | |
| CRS-5           | Falcon 9 v1.1   | 10-01-2015     | 11-02-2015  | Fret aller : 2 317 kg dont 495 kg en soute non pressurisée. Fret retour : 1 662 kg. Comprend l'expérience CATS (en)                                                   | Succès | |
| CRS-6           | Falcon 9 v1.1   | 14-04-2015     | 21-05-2015  | Fret aller : 2 015 kg en soute pressurisée. Fret retour : 1 370 kg | Succès | |
| CRS-7           | Falcon 9 v1.1   | 28-06-2015     | -           | Fret aller : 2 477 kg dont 526 kg en soute non pressurisée. Comprenait l'adaptateur IDA utilisé par les futurs vaisseaux CCDev.                                       | Échec  | Le lanceur et le vaisseau sont détruits durant la phase propulsée peu après le décollage.                                                                                                  |
| CRS-8           | Falcon 9 FT     | 08-04-2016     | 11-05-2016  | Fret aller : 3 136 kg dont 1 413 kg en soute non pressurisée. Fret retour : 675 kg. La charge utile externe comprend le module habitable gonflable expérimental BEAM. | Succès | Premier vol de la version Falcon 9 1.1 Full Thrust (FT) plus puissante. Le premier étage du lanceur Falcon 9 réussit un atterrissage sur une plateforme mobile dans l'Océan Atlantique.    |
| CRS-9           | Falcon 9 FT     | 18-07-2016     | 26-08-2016  | Fret aller : 2 257 kg dont 467 kg en soute non pressurisée. Fret retour : 1 550 kg. Comprend l'adaptateur IDA utilisé par les futurs vaisseaux CCDev.                 | Succès | |
| CRS-10          | Falcon 9 FT     | 19-02-2017     | 19-03-2017  | Fret aller : 2 490 kg dont 960 kg en soute non pressurisée. Fret retour : 1 720 kg                                                                                    | Succès | Un problème de navigation GPS retarde d'une journée le rendez-vous avec l'ISS. |
| CRS-11          | Falcon 9 FT     | 03-06-2017     | 03-07-2017  | Fret aller : 2 708 kg dont 1 002 kg en soute non pressurisée. Fret retour : 1 900 kg                                                                                  | Succès | Première réutilisation d'une capsule ayant déjà volé, celle de la mission CRS-4 du 21-09-2014.                                                                                             |
| CRS-12          | Falcon 9 FT     | 14-08-2017     | 16-09-2017  | Fret aller : 2 910 kg dont 1 652 kg en soute pressurisée et 1 258 kg en soute non pressurisée. Fret retour : 1 700 kg                                                 | Succès | Il s'agit du dernier vol du contrat CRS utilisant une capsule Dragon neuve. |
| CRS-13          | Falcon 9 FT     | 15-12-2017     | 13-01-2018  | Fret aller : 2 205 kg dont 1 560 kg en soute pressurisée et 645 kg en soute non pressurisée. Fret retour : 1 850 kg                                                   | Succès | Première mission CRS utilisant un lanceur Falcon 9 dont le premier étage est réutilisé. |
| CRS-14          | Falcon 9 FT     | 02-04-2018     | 05-05-2018  | Fret aller : 2 647 kg dont 1 721 kg en soute pressurisée et 926 kg en soute non pressurisée. Fret retour : 1 750 kg                                                   | Succès | |
| CRS-15          | Falcon 9 FT     | 29-06-2018     | 03-08-2018  | Fret aller : 2 697 kg dont 1 712 kg en soute pressurisée et 985 kg en soute non pressurisée. Fret retour : 1 700 kg                                                   | Succès | |
| CRS-16          | Falcon 9 B5     | 05-12-2018     | 13-01-2019  | Fret aller : 2 573 kg dont 1 598 kg en soute pressurisée et 975 kg en soute non pressurisée. Fret retour : 2 500 kg                                                   | Succès | |
| CRS-17          | Falcon 9 B5     | 04-05-2019     | 03-06-2019  | Fret aller : 2 482 kg dont 1 517 kg en soute pressurisée et 965 kg en soute non pressurisée.                                                                          | Succès | Deuxième vol de la même capsule Dragon que la mission CRS-12 |
| CRS-18          | Falcon 9 B5     | 25-07-2019     | 27-08-2019  | Fret aller : 2 742 kg dont 2 208 kg en soute pressurisée et 534 kg en soute non pressurisée.                                                                          | Succès | Troisième vol de la capsule Dragon après les missions CRS-12 et CRS-17 |
| CRS-19          | Falcon 9 B5     | 05-12-2019     | 07-01-2020  | | Succès | |
| CRS-20          | Falcon 9 B5     | 07-03-2020     | 07-04-2020  | | Succès | Dernier vol de la capsule Dragon, remplacé SpaceX Dragon 2 |

### Vol SpX-1
Dans le cadre du vol SpX-1, le vaisseau Dragon a été lancé le dimanche 7 octobre 2012 par une fusée Falcon 9 depuis Cap Canaveral (Floride). Malgré la défaillance d'un des neuf moteurs du premier étage, le vaisseau a réussi à s'amarrer à la Station spatiale, le mercredi 10 octobre 2012. L'orbite visée est atteinte mais SpaceX ne procède pas au réallumage du second étage qui aurait permis de placer la charge secondaire, le petit satellite de démonstration Orbcomm-G2 de 150 kg, sur son orbite de destination selon un accord passé avec la NASA et stipulant que si les réserves de carburant et d'oxygène liquide disponibles n'assureraient pas l'atteinte de l'orbite visée avec une probabilité supérieure à 99 % le réallumage du second étage n'aurait pas lieu (le second étage disposait du carburant nécessaire mais les probabilités que l'oxygène liquide soit disponible en quantité suffisante n'étaient que de 95 %). Le satellite est donc placé sur une orbite non opérationnelle et sera détruit en rentrant dans l'atmosphère quatre jours plus tard. Le vaisseau cargo transportait 454 kilos d'équipements, dont plusieurs équipements scientifiques, de la nourriture, des vêtements ainsi que d'autres fournitures. Le 28 octobre, le vaisseau a été désamarré puis a effectué sa rentrée atmosphérique quelques heures plus tard avant d'amerrir dans l'Océan Pacifique, au large de la côte sud de la Californie. La capsule a ramené sur Terre 759 kilos de fret, dont des équipements scientifiques (393 kg) et du matériel usagé,.

### Vol SpX-2

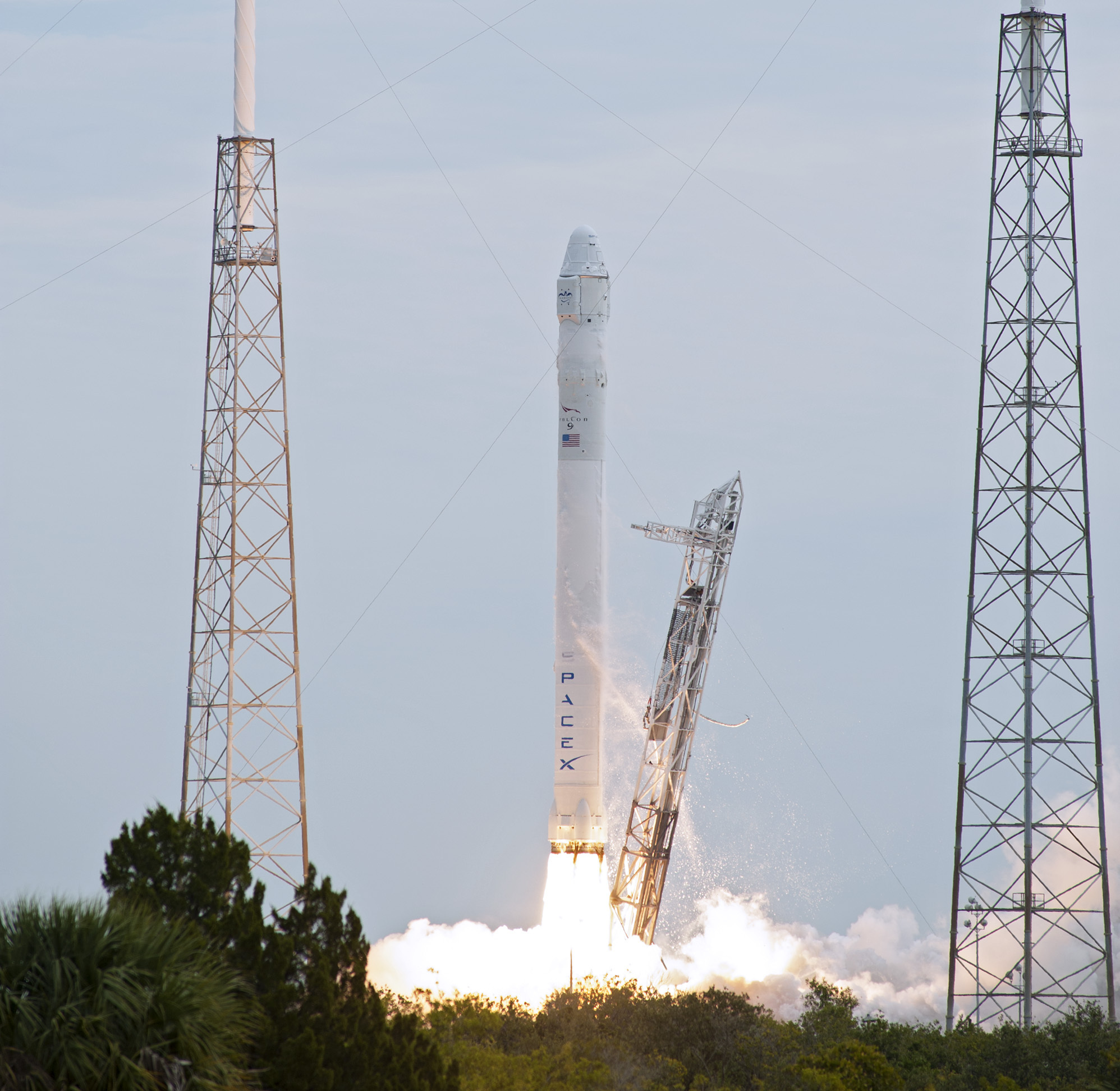
Lancement de la mission CRS-2 par une Falcon 9 le 1 mars 2013.

Lors du vol SpX-2, plus connu sous le nom de SpaceX CRS-2, le vaisseau Dragon a été lancé le vendredi 1er mars 2013 par une fusée Falcon 9 depuis Cap Canaveral (Floride).
Peu de temps après la deuxième étape de séparation, le vaisseau spatial Dragon a rencontré des problèmes techniques avec son système de propulsion. Lors de l'amorçage de ses quatre modules de propulsion, le véhicule a détecté une pression insuffisante dans le système de comburant (peroxyde d'azote) de trois des modules, ce qui a causé la mise en mode passif du véhicule par les ordinateurs de vols. Dans ce mode, le vaisseau Dragon n'exécute plus les opérations orbitales. Son système de propulsion a été désactivé et les panneaux solaires n'ont pas été déployés car le véhicule n'avait pas atteint la bonne position de déploiement. Le vaisseau Dragon est programmé pour ne pas ouvrir ses panneaux en dehors de sa position correcte afin d’éviter tout contact lors de la deuxième étape de séparation. Cette règle est en place pour les scénarios dans lesquels le vaisseau ne se serait pas correctement séparé du lanceur Falcon 9.

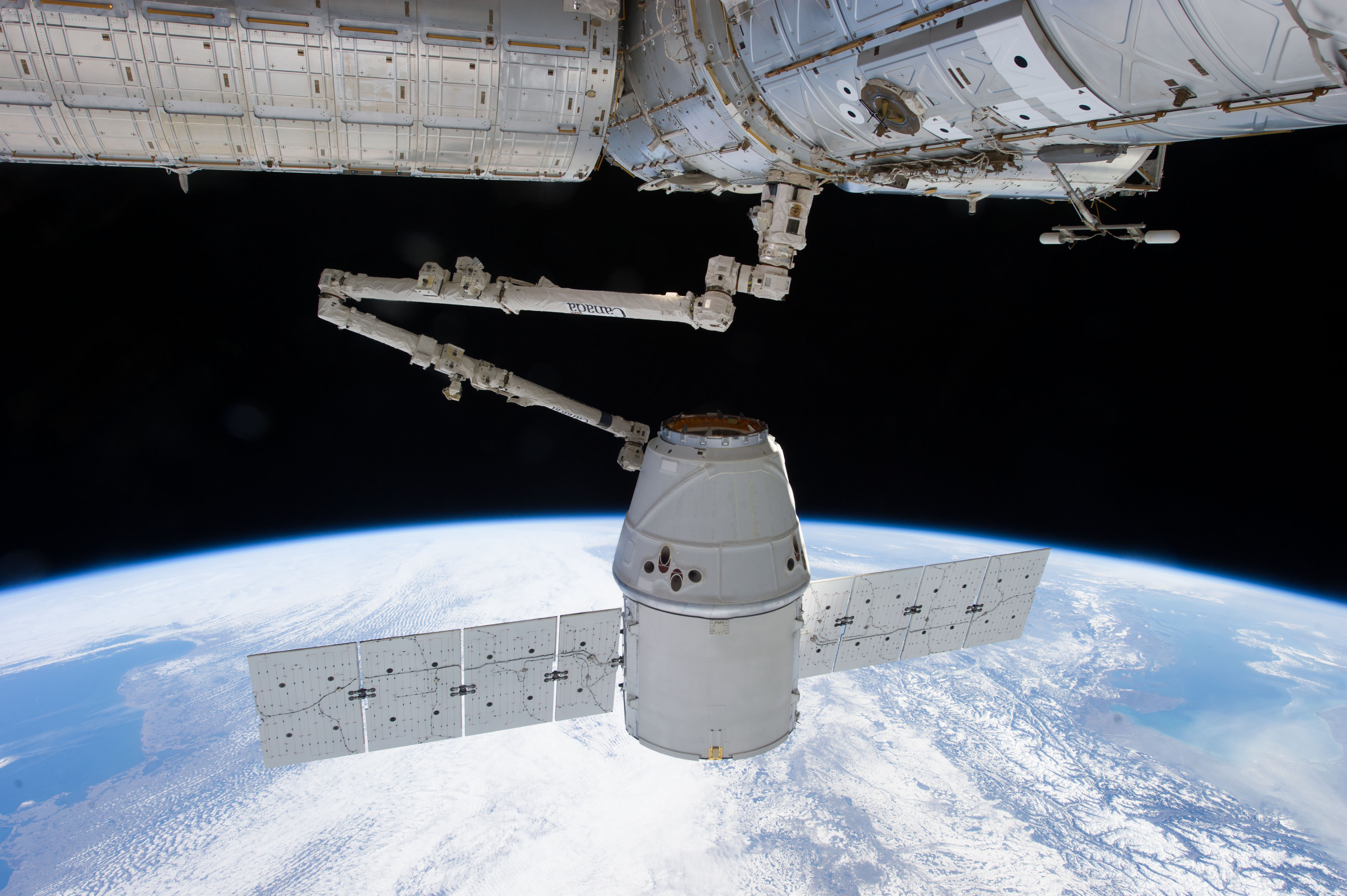
Le vaisseau spatial Dragon en train d'être amarré au module Harmony de l'ISS le 3 mars 2013.

Alors que deux modules de propulsion étaient actifs et que la pression du module 3 revenait à la normale, SpaceX a décidé, via le centre de contrôle de la mission au sol, de procéder au déploiement des panneaux solaires, bien que le vaisseau ne soit pas en mode actif. Le déploiement a été réalisé avec succès.
Trois des quatre modules devaient être opérationnels pour l'accostage avec la Station spatiale internationale. Après avoir effectué des corrections, SpaceX a repris le contrôle des 4 modules de propulsion et a été en mesure de corriger sa trajectoire vers l'ISS. Les responsables de la NASA ont déclaré que le vaisseau ne serait pas au rendez-vous avec l'ISS le 2 mars comme initialement prévu, mais plutôt le 3 mars.
Le vaisseau Dragon a été saisi avec le bras robot Canadarm 2 le 3 mars par 2 membres de la NASA, le commandant de l’Expédition 34 Kevin Ford et l'ingénieur de Vol Thomas Marshburn, et a été amarré au port d'amarrage du module Harmonie.
Lors de son lancement, le Dragon CRS-2 a été rempli avec environ 677 kg de marchandises, dont 81 kg de fournitures d'équipage, 347 kg d’expériences scientifiques et matériel d'expérimentation, 135 kg de matériel pour la station et divers autres articles. Parmi eux une copie CD de la chanson Up in the Air du groupe de rock Thirty Seconds to Mars, qui fut diffusée pour la première fois à bord de la station spatiale internationale le 18 mars 2013, au cours d'une émission de télévision retransmise par la NASA.
Le vaisseau Dragon est revenu avec 1 370 kg de marchandises, dont 95 kg de fournitures d'équipage, 660 kg d'expériences scientifiques et matériel d'expérimentation, 401 kg de matériel pour la station spatiale, 38 kg de combinaison spatiale et divers autres articles.

### Vol SpX-3

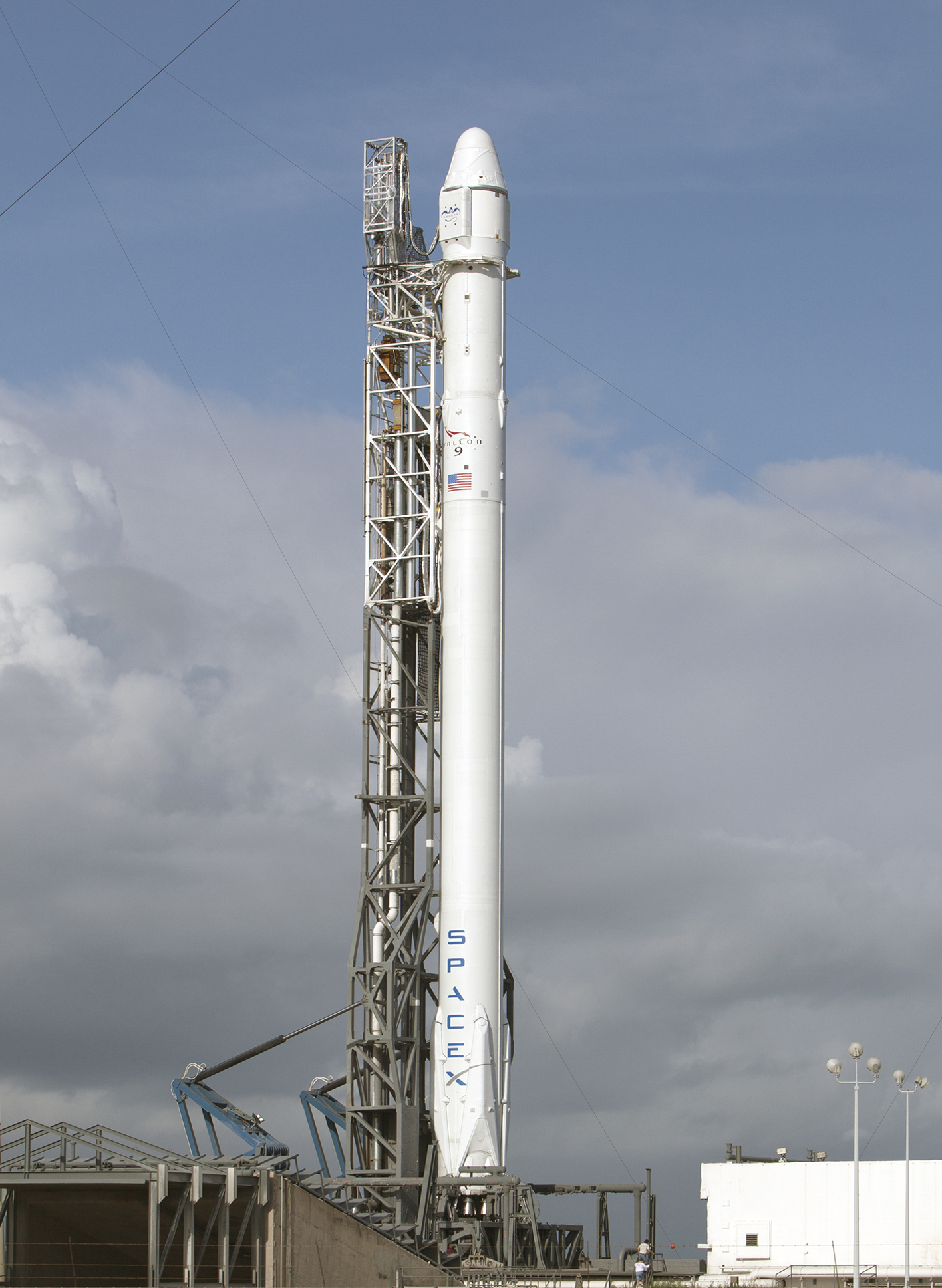
Le véhicule de lancement de la mission SpX-3 en position verticale à Cap Canaveral le 14 avril 2014.

SpaceX CRS-3, également connu sous le nom SpX-3, est une mission cargo de ravitaillement de la Station spatiale internationale qui a été lancé le 18 avril 2014.
Ce fut le premier lancement d'une capsule Dragon sur une fusée Falcon 9 v1.1, les précédents lancements avaient utilisé la configuration v1.0, beaucoup plus petite. Ce fut également le premier test réussi d'amerrissage du premier étage d'une F9 v1.1.
Le CRS-3 a été saisi le 20 avril à 11 h 14 UTC par le commandant de l’Expédition 39 (ISS), Kōichi Wakata. Le vaisseau spatial a été amarré à l'ISS à partir de 14 h 06 GMT ce même jour, et a été relâché le 18 mai 2014 à 13 h 26 UTC. CRS-3 a ensuite été désorbité avec succès et a amerri dans l'océan Pacifique au large des côtes de la Californie le 18 mai à 19 h 05 UTC.

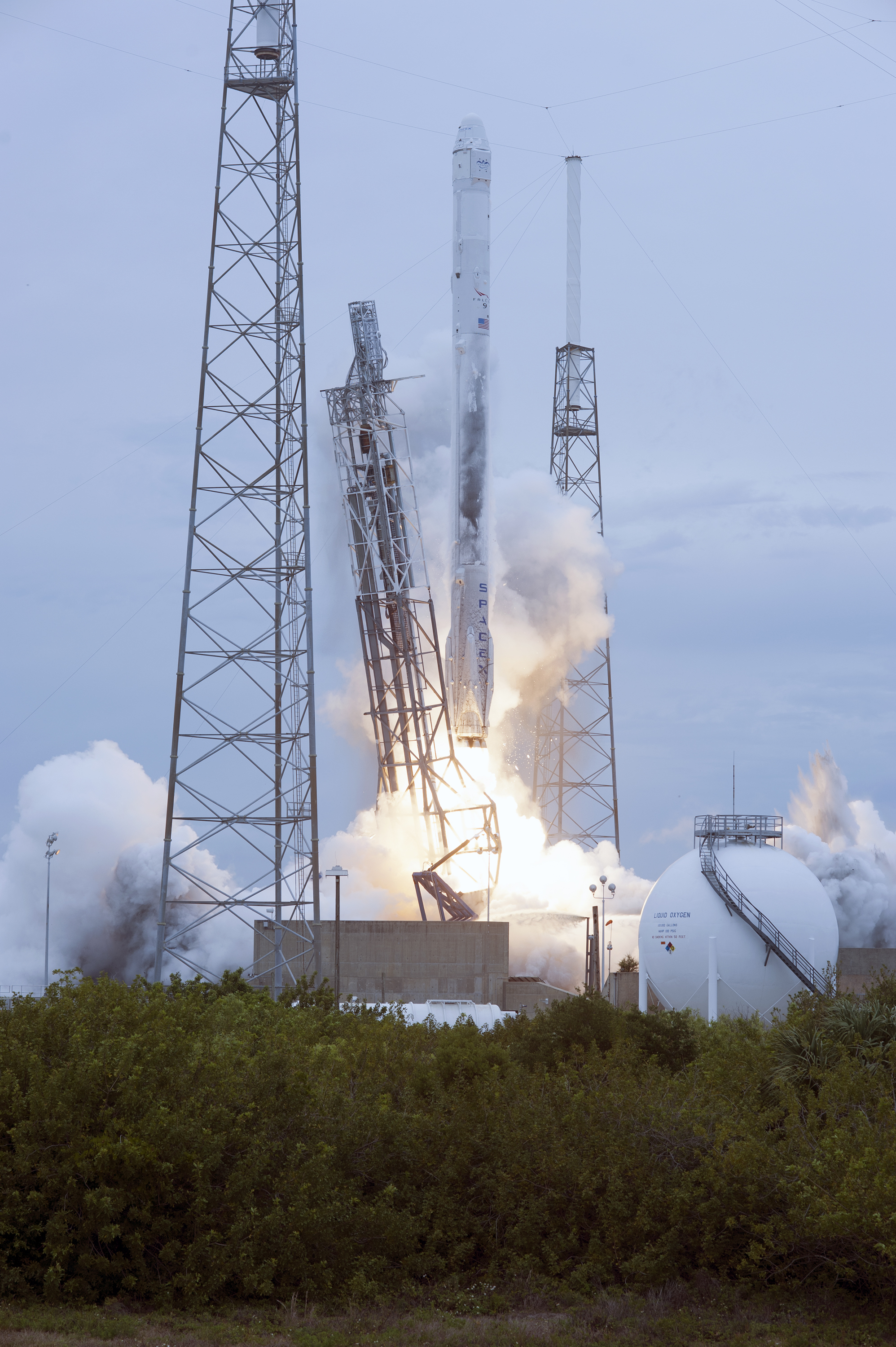
Lancement de la mission SpX-3 depuis Cap Canaveral le 18 avril 2014.

La NASA a signé un contrat avec SpaceX pour la mission CRS-3, c’est donc elle qui détermine la charge utile principale, la date/heure de lancement, et les paramètres orbitaux pour la capsule spatiale Dragon.
Parmi la cargaison de la NASA, comprenant les pièces de rechange pour l'ISS, la mission SpaceX CRS-3 a transporté un grand nombre d'expériences pour la station spatiale, incluant :
- High Definition Earth Viewing cameras (HDEV) - Quatre caméras vidéo HD commerciales destinées à filmer la Terre sous de multiples angles de vue différents. L'expérience va aider la NASA à déterminer quelles caméras fonctionnent le mieux dans l'environnement hostile de l'espace.
- Optical Payload for Lasercomm Science (OPALS) fera une démonstration de bande passante par communication laser de l’espace à la terre.
- T-Cell Activation in Space (TCAS) - Activation de lymphocyte T dans l'espace - étudier comment les déficiences du système immunitaire humain sont affectés par un environnement de microgravité.
- Vegetable Production System (VEGGIE) - Système de production de légumes - Permettre la croissance de laitues (Lactuca sativa) à bord de l'avant-poste de recherche scientifique, la purification de l'air et terminer par la consommation par l'homme. Le test de validation du matériel Veg-01 comprend une chambre de croissance de la plante dans laquelle la laitue est cultivée en utilisant l'éclairage à LED.
- Une paire de jambes pour le prototype Robonaut 2 qui est à bord de la station spatiale depuis son lancement à bord de STS-133 en 2011.
- Projet MERCCURI, un projet d'étude sur la diversité microbienne sur Terre et sur la Station spatiale internationale.

En plus de la charge principale, la mission de transport de la capsule de ravitaillement de l'ISS pour la NASA, SpaceX a déployé une charge secondaire de cinq CubeSats. Les CubeSats font partie du vol ELaNa V partiellement financé dans le cadre du programme de lancement éducatif de nano-satellites de la NASA. Ces engins spatiaux ont été libérés depuis quatre Poly Picosatellite Orbital Deployers (PPODs) attachés au deuxième étage de la Falcon 9 à la suite de la séparation du Dragon et du deuxième étage.
Les 1 600 kg de cargaison redescendus par la mission ont été retournés par bateau au Port de Long Beach le 20 mai 2014, deux jours après l'amerrissage. La cargaison périssable a été déchargée en Californie et transportée à l’emplacement de réception de la NASA. Le reste de la cargaison sera déchargé et transféré de la NASA aux installations d'essai SpaceX de McGregor au Texas, où la capsule Dragon sera entièrement déclassée et vidée de son carburant.
De l'eau a été trouvée à l'intérieur de la capsule Dragon mais des vérifications préliminaires ont indiqué qu'aucun équipement scientifique n’avait été endommagé. La source de l'eau n'a pas été confirmée et cela sera étudié lors de la mise hors service de la capsule.

### Vol SpX-4
SpaceX CRS-4, également connu sous le nom SPX-4, est une mission cargo de ravitaillement de la Station spatiale internationale contractée par la NASA, qui a été lancée le 21 septembre 2014 et qui est arrivée à la station spatiale le 23 septembre 2014. C’est le sixième vol du vaisseau cargo sans équipage Dragon de SpaceX, et la quatrième mission opérationnelle SpaceX pour la NASA en vertu du contrat commercial de service de ravitaillement. La mission apporte du matériel et des fournitures à la station spatiale, ainsi que la première imprimante 3D à tester dans l'espace, un dispositif pour mesurer la vitesse des vents sur Terre, et des petits satellites qui seront lancés à partir de la station. Elle apporte également 20 souris pour l'étude des effets à long terme de la microgravité sur les rongeurs.
Après une annulation en raison de mauvaises conditions météorologiques le 20 septembre 2014, le lancement a eu lieu le dimanche 21 septembre 2014 à 01:52 EDT (05:52 GMT) de la Base de lancement de Cap Canaveral en Floride.

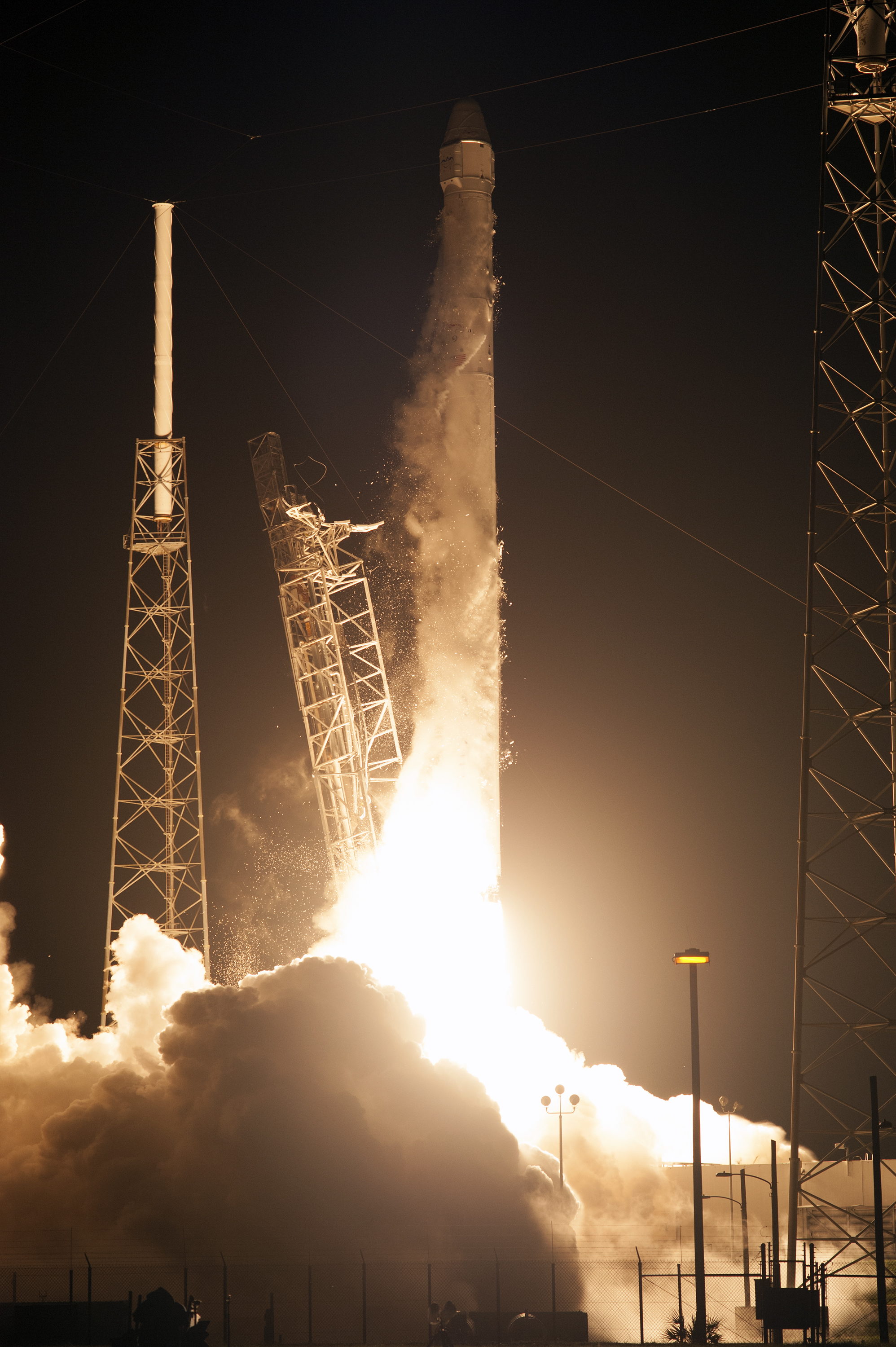
Décollage de la mission SpX-4 le 21 septembre 2014 sur une fusée Falcon 9 v1.1

La NASA a signé un contrat avec SpaceX pour la mission CRS-4, c’est donc elle qui détermine la charge utile principale, la date/heure de lancement, et les paramètres orbitaux pour la capsule spatiale Dragon. La charge utile se compose de 2 216 kg de fret, comprenant 626 kg d'approvisionnement pour l'équipage.
La cargaison comprend l'ISS-RapidScat, un diffusomètre conçu pour aider les prévisions météorologiques en faisant rebondir des micro-ondes sur la surface de l'océan afin de mesurer la vitesse du vent, qui sera lancé comme charge utile externe pour être fixé à l'extrémité du laboratoire spatial Columbus. CRS-4 comprend également SSIKLOPS (Space Station Integrated Kinetic Launcher for Orbital Payload Systems), qui offrira un autre moyen de déployer des petits satellites depuis l'ISS. De plus, CRS-4 emporte à la station un nouveau centre de recherche permanent en sciences de la vie : le densitomètre d'os, développé par Techshot, il fournira une capacité de scanner la densité osseuse pour la NASA et le Centre pour l'avancement de la science dans l'espace (CASIS). Le système permet de mesurer la densité minérale osseuse (tissu et maigre et gras) d’une souris en utilisant l’Absorption biphotonique à rayons X (DEXA).
SpaceX a le contrôle principal sur le contenu, le lancement et le chargement de charges utiles secondaires. Cependant il y a certaines restrictions incluses dans leur contrat avec la NASA pour écarter des risques spécifiques sur les charges secondaires, et qui prévoient également des contrats spécifiques de probabilités de réussite et de marges de sécurité pour tous les lancements de satellites secondaires de SpaceX lorsque le deuxième étage de la Falcon 9 a atteint l’orbite terrestre basse (LEO).
La mission a emporté comme charge utile secondaire une expérience d'impression 3D en apesanteur, ainsi que le petit satellite SPINSAT qui sera déployé à partir de l'ISS, et également 20 souris pour la recherche physiologique à long terme dans l'espace.
L’expérience d'impression 3D en apesanteur fera la démonstration de l'utilisation de la technologie d'impression 3D dans l'espace. L'impression 3D travaille selon le procédé d'extrusion de flux de matériau chauffé (plastique, métal, etc.) et la construction d'une structure tridimensionnelle couche par couche. L’expérience d'impression 3D en apesanteur consiste à tester une imprimante 3D spécialement conçue pour la microgravité par la société Made In Space à Mountain View en Californie. L’imprimante 3D de Made In Space sera le premier appareil à fabriquer des pièces loin de la planète Terre. L’expérience d'impression 3D en apesanteur validera la capacité de fabrication additive en gravité zéro. Cette expérience sur la Station spatiale internationale est la première étape pour établir un atelier d'usinage à la demande dans l'espace, un composant essentiel pour permettre des missions avec équipage vers l'espace lointain.
SPINSAT est une sphère de 56 centimètres de diamètre construit par le Laboratoire de recherche de la marine des États-Unis (NRL) pour étudier la densité atmosphérique. C’est un démonstrateur technologique pour la propulsion à propergol solide électrique (ESP) de la société Digital Solid State Propulsion (DSSP). La technologie de DSSP utilise une propulsion électrique permettant aux petits satellites tels que les CubeSats et les nanosatellites de faire des manœuvres orbitales qui ne sont généralement pas possibles dans le très petit, ces satellites étant contraints par leur masse. Ce sera le premier vol de DSSP et il sera déployé à partir du sas du module Kibō. Les experts en sécurité de la NASA ont approuvé la mission qui, par sa nature doit commencer à l'intérieur du volume habitable de l'ISS, car les 12 propulseur-groupes du satellite brûlent un combustible solide inerte seulement lorsqu’une charge électrique est passée à travers eux.
Le 25 octobre 2014, le vaisseau a été désamarré puis a effectué sa rentrée atmosphérique 6 heures plus tard pour amerrir dans l'Océan Pacifique. La capsule a ramené sur Terre environ 1 500 kg de fret, principalement des équipements et résultats d’expériences scientifiques.

### Vol SpX-5

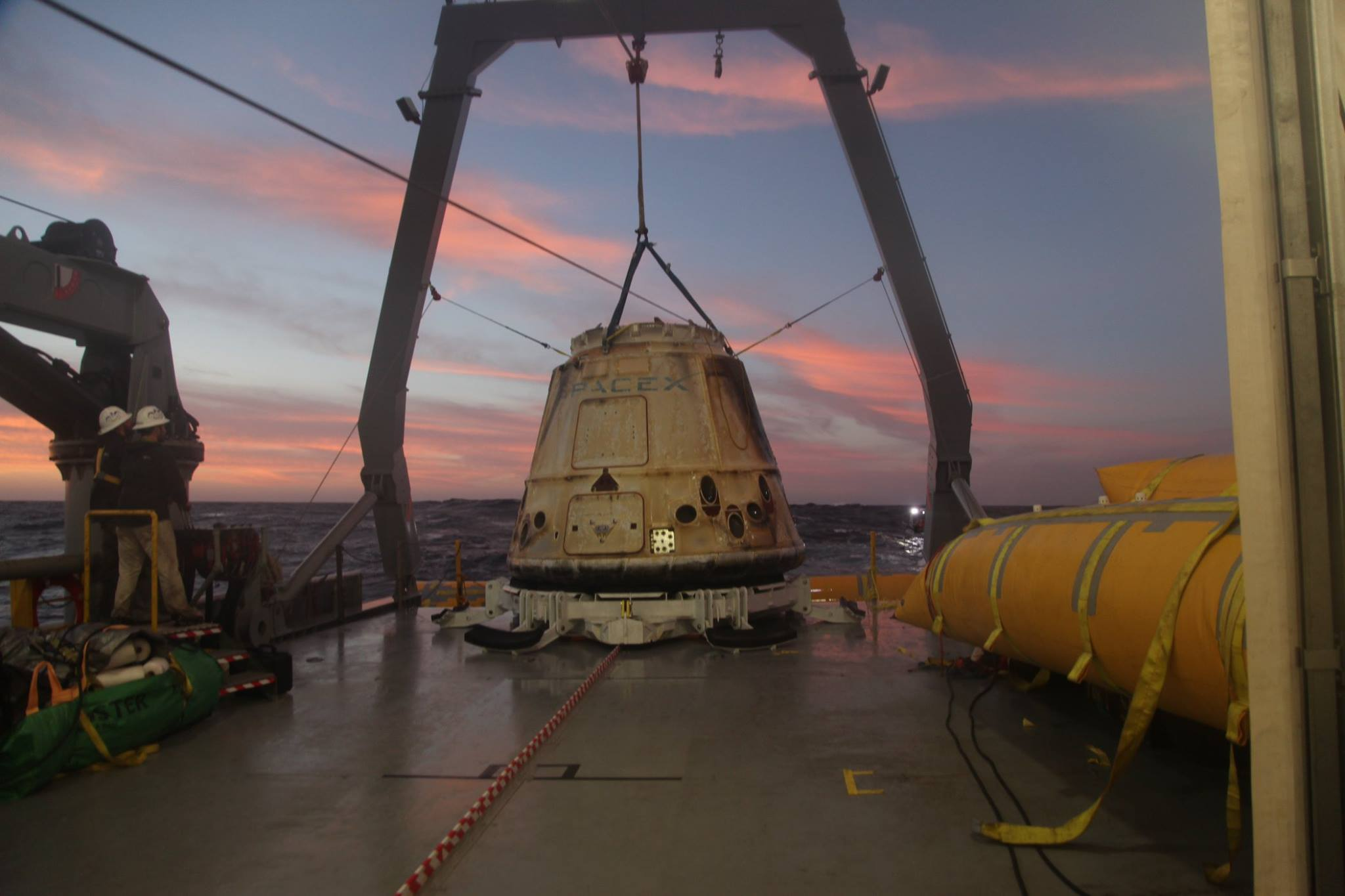
Dragon CRS-5 à bord du navire de récupération

SpaceX CRS-5, également connu sous le nom SPX-5, est une mission cargo de ravitaillement de la Station spatiale internationale, menée par SpaceX pour la NASA, qui a été lancée le 10 janvier 2015 et a pris fin le 11 février 2015. C’est le septième vol du vaisseau cargo sans équipage Dragon de SpaceX et la cinquième mission opérationnelle SpaceX pour la NASA en vertu du contrat de service de ravitaillement de l’ISS.
En juillet 2014, le lancement été prévu par la NASA "au plus tôt" pour décembre 2014, l'amarrage à la station devant se produire deux jours après le lancement. À l'origine prévu pour le 16 décembre 2014, le lancement de la mission a été déplacé au 19 décembre 2014 afin de donner plus de temps de préparation à SpaceX pour réussir le lancement. Le lancement a été reporté à nouveau pour le 6 janvier 2015, afin de permettre d'autres tests avant de s’engager sur une date ferme de lancement.
Le 6 janvier 2015, la tentative de lancement a été mis en attente à 1 minute 21 secondes avant le décollage prévu après qu’un membre de l'équipe de lancement ait remarqué la dérive de l'actionneur sur l'un des deux systèmes de contrôle de poussée vectorielle du moteur du second étage de la Falcon 9. Comme ce lancement avait une fenêtre de lancement instantanée, signifiant qu’il n’y avait pas de retards possibles dans la séquence de lancement, le vol a été reporté au 9 janvier 2015. Le 7 janvier, le vol a été reporté au 10 janvier 2015.

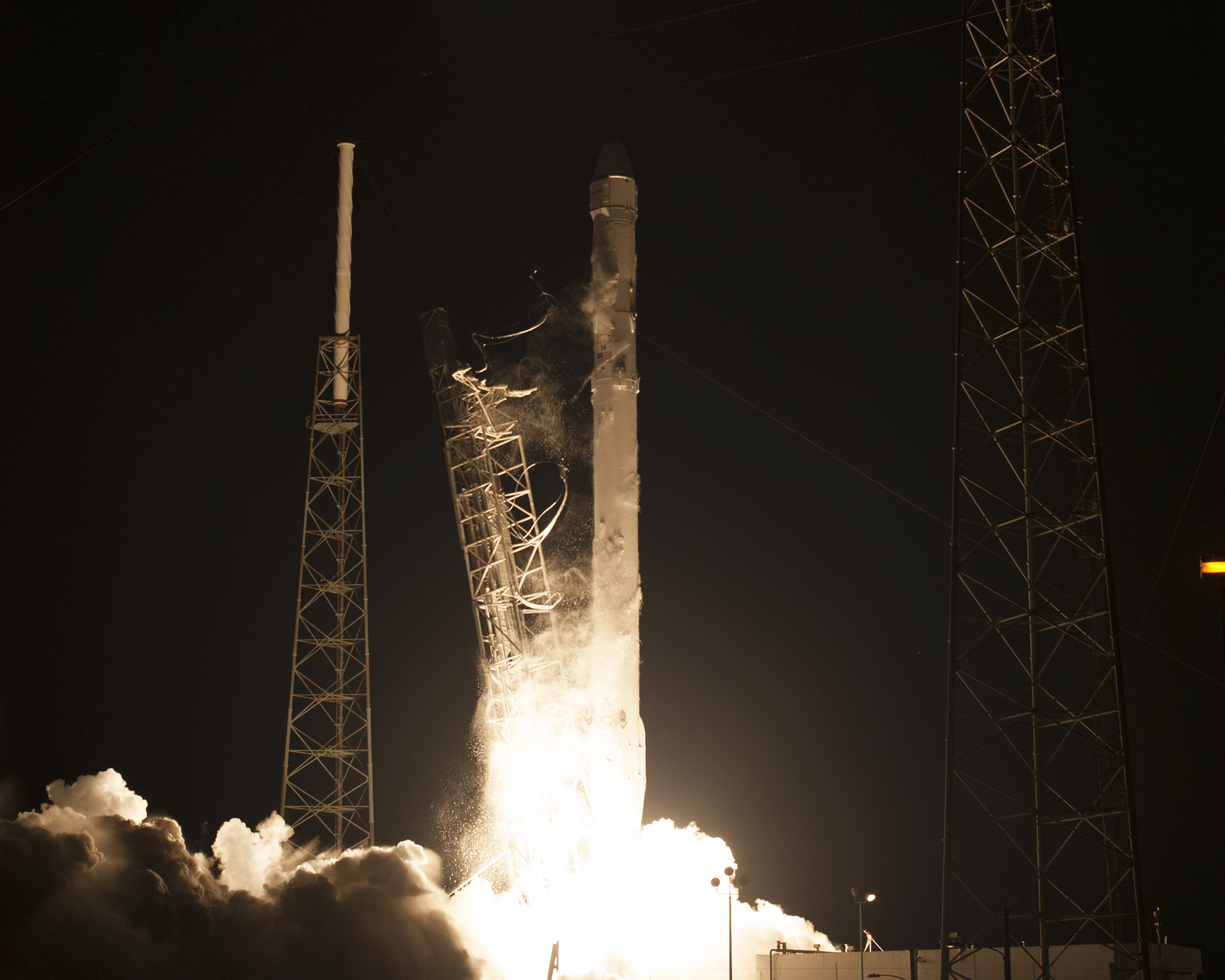
Lancement de la fusée Falcon 9 transportant CRS-5

La fusée Falcon 9 emportant l’engin spatial Dragon CRS-5 a été lancée avec succès le 10 janvier 2015 à 09:47 UTC. Dragon a atteint la station le 12 janvier. Il a été saisi par le télémanipulateur de la Station spatiale à 10:54 UTC et amarré au module Harmony à 13h56 UTC.
Le vaisseau spatial Dragon CRS-5 emportait 2 317 kg de fret vers l’ISS. Incluant 490 kg de provisions et équipement pour l’équipage, 717 kg de matériel pour la station, 577 kg d’équipement et d’expériences scientifiques, et les 494 kg du Cloud Aerosol Transport System (CATS).
CATS est un instrument de télédétection LIDAR conçu pour mesurer l’emplacement, la composition et la répartition de la pollution, la poussière, la fumée, les aérosols et d'autres particules dans l’atmosphère. CATS doit être installé sur la plate-forme externe de Kibō et devrait y rester pendant au moins six mois, et jusqu'à trois ans.
L'objectif secondaire était un atterrissage du 1er étage après son utilisation en vol mais la tentative a échoué.

### Mission CRS-9
SpaceX CRS-9 est une mission cargo de ravitaillement de la Station spatiale internationale (ISS), menée par SpaceX pour la NASA, qui a été lancée le 18 juillet 2016. C'est la neuvième mission opérationnelle SpaceX pour la NASA en vertu du contrat de service de ravitaillement de l’ISS.
Le premier étage de la fusée Falcon 9 s'est séparé, deux minutes après le lancement avant son retour dans l'atmosphère, freiné par ses moteurs utilisés en rétrofusée pendant six minutes et a finalement atterri sans problème dix minutes après son lancement. Le reste du véhicule a apporté à l’ISS 2,2 tonnes de vivres, matériels et équipements scientifiques dont IDA-2, un des deux adaptateurs d'amarrage pour les futurs vaisseaux de transport d'équipage CST-100 Starliner de Boeing et Dragon V2 de SpaceX.

## Dragon V2: la version avec équipage

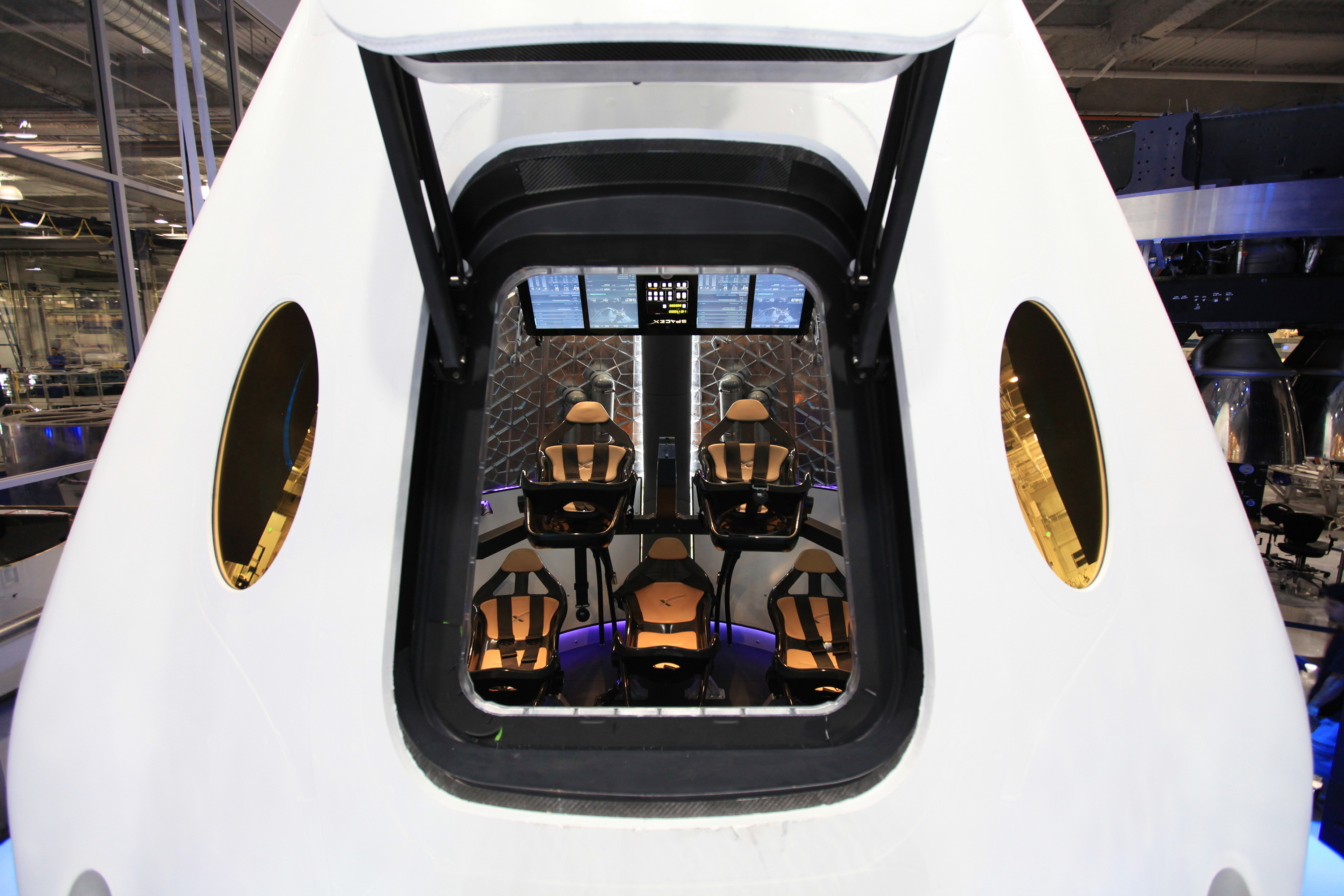
Maquette de Dragon V2 (mai 2014).

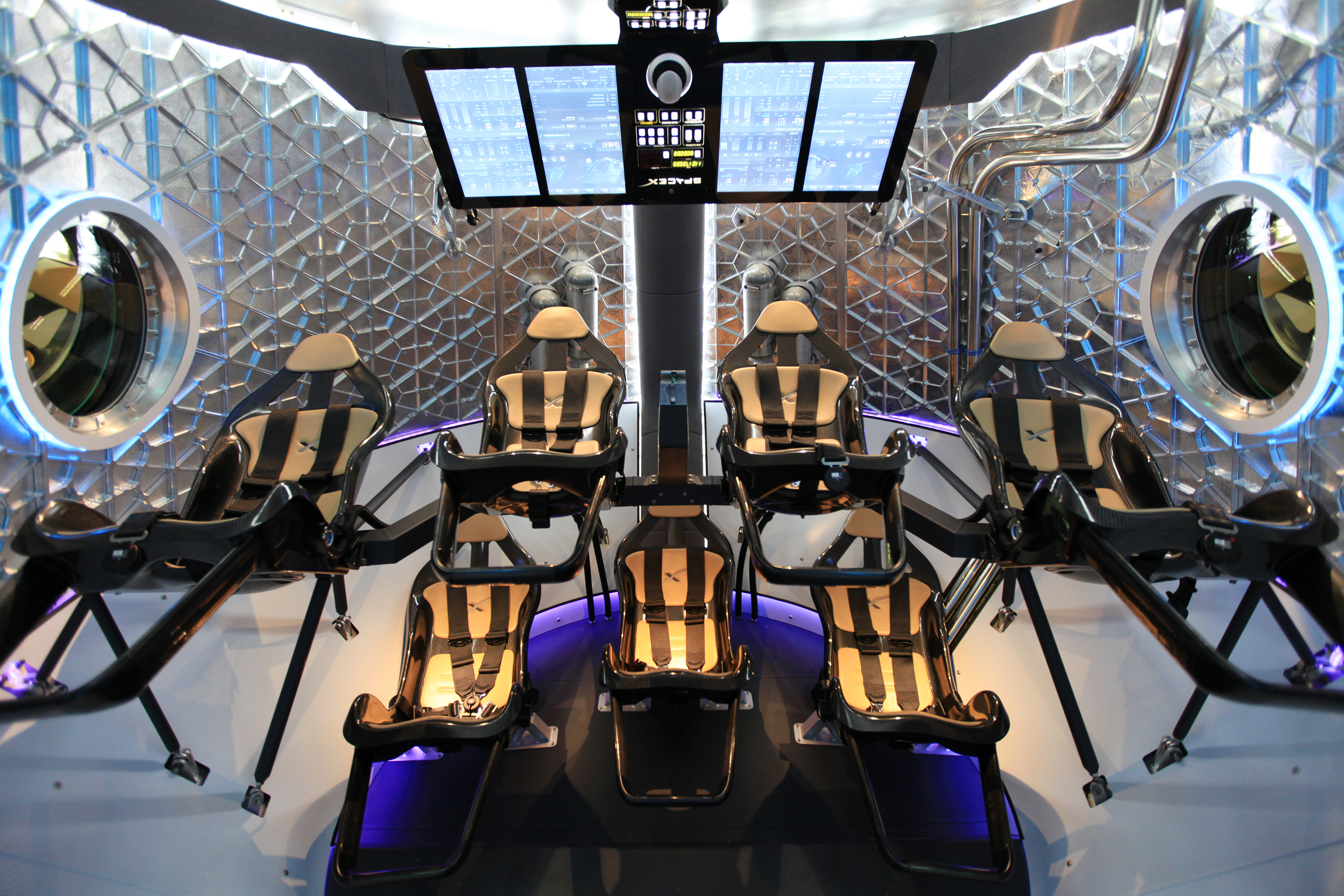
Maquette de Dragon V2 (mai 2014).

SpaceX est un des trois candidats du programme CCDeV de la NASA pour la fourniture d'un vaisseau spatial qui doit assurer la relève des équipages de la Station spatiale internationale, assurée actuellement par les vaisseaux Soyouz depuis le retrait de la Navette spatiale américaine en 2011. SpaceX propose en réponse à cet appel d'offres une version dite V2 de son vaisseau cargo SpaceX Dragon aux caractéristiques fortement modifiées. La présentation d'un premier prototype a eu lieu fin mai 2014. Si SpaceX est retenu, un premier vol d'essais avec un équipage d'au moins un astronaute est planifié en 2015/2016 pour une entrée en phase opérationnelle planifiée par la NASA en décembre 2017 (premier vol USCV-1).
Les principales caractéristiques du vaisseau baptisé Dragon V2 (mais également avant la présentation de mai 2014 DragonRider ou Dragon 2), sont les suivantes :
- Le vaisseau est conçu pour être réutilisable
- L'atterrissage du vaisseau s'effectuera sur le sol ferme à l'aide de propulseurs pour la première fois sur un vaisseau américain. SpaceX a choisi de remplacer les parachutes pour l'atterrissage par un système de propulsion comprenant 8 moteurs-fusées montés par paire à la base du vaisseau. Ce système de propulsion doit être également utilisé en cas de lancement avorté pour assurer l'éjection du vaisseau loin du lanceur défaillant. Ce dispositif remplace le système habituel de la tour de sauvetage chargé de préserver la vie des astronautes dans ce cas de figure. Le vaisseau disposera également de parachutes en cas de défaillance de sa propulsion. La redondance des propulseurs de type SuperDraco d'une poussée unitaire de 71 kilonewtons permet de faire face à la défaillance de deux d'entre eux.
- L'intérieur du vaisseau est aménagé de manière à pouvoir accueillir 7 astronautes.
- Des écrans plats faisant face aux couchettes du pilote et du copilote rassemblent l'ensemble des données et des commandes. Pour les situations d'urgence, l'équipage dispose de boutons manuels classiques.
- Le vaisseau est prolongé dans sa partie inférieure par un tronc de cône comportant des ailerons à des fins aérodynamiques en cas d'activation de l'éjection au lancement, ce tronc est également recouvert de cellules photovoltaïques destinées à remplacer les habituels panneaux déployables.
- Contrairement au vaisseau cargo, la version V2 peut s'amarrer de manière autonome à la station spatiale internationale
- Le cône qui protège l'écoutille au format NASA Docking System n'est plus largué dans l'espace mais est amovible.
- Le bouclier thermique est réalisé avec un matériau Pica (en) de troisième génération.